# Personaggi di Kinnikuman
Questa è una lista dei personaggi facente dell'universo immaginario del manga e anime Kinnikuman e del suo seguito Ultimate Muscle, scritti e disegnati da Takashi Shimada e Yoshinori Nakai.

## Prima Generazione

### Terryman
Terryman è un Chojin statunitense (infatti, sulla sua fronte, ha il kanji 米 [America] e, sulle spalle, ha gli Emblemi di Stella [スターエンブレム] che gli forniscono il suo Spirito di Lotta), assunto dal governo giapponese per combattere i mostri giganteschi che invadono il pianeta. Per i suoi servizi di «eroe del Giappone», riscuote un'importante compenso (che il governo giapponese considera come un piccolo prezzo per salvare il Giappone dai disastri che commette Kinnikuman). Tuttavia, non esita a calciare un bambino che gli chiede aiuto (affinché, liberi al suo padre dagli artigli di un mostro) ma che non ha soldi per pagare i suoi servizi; Suguru, indignato, lo attacca e salva il padre del bambino. Da quel momento Terryman inizia a stimarlo e i due diventano migliori amici. A differenza dei suoi amici, Terryman non possiede mosse finali stravaganti, ma si affida piuttosto a prese pratiche ed è noto per aver sconfitto nemici molto più grandi di lui. Occasionalmente si unisce a Kinnikuman con il nome di squadra di "The Machineguns".
Durante la 20ª Edizione delle Olimpiadi Chojin, Terryman sconfigge Skyman nel primo round. Mentre osserva il combattimento tra Kinnikuman e Ramenman, si rende conto che Kinkotsuman sta puntando a Kinnikuman con un fucile; allora si pone tra Kinnikuman e la pallottola, rimanendo severamente ferito alla gamba. In un successivo combattimento, lotta contro Robin Mask e perde la gamba ferita, dovendo portare una protesi per potere continuare a combattere. Nella saga della Maschera di Oro, lotta in un selvaggio combattimento contro Ashuraman e il combattimento termina in un pareggio con i due combattenti; in seguito, riesce a recuperare le proprie braccia quando Kinnikuman sconfigge Ashuraman.
Durante il Torneo Dream Choujin Tag Team, la sua amicizia con Kinnikuman è tesa, a causa di Ashuraman e Sunshine, al punto da scegliere di collaborare con Geronimo piuttosto che con lui. La squadra perde, nel primo turno, contro Ashuraman e Sunshine; in seguito, Terryman si traveste da Kinnikuman the Great e diventa il partner di Kinnikuman per il resto del torneo. Nel torneo denominato Combattimento di Sopravvivenza per il Trono di Kinniku, lotta contro King The 100 Ton, combattimento che termina in un pareggio; invece, nel secondo combattimento, viene sconfitto da Motorman.
In Ultimate Muscle, viene rivelato che ha sposato la fotografa Natsuko (la quale, era innamorata di lui) e che ha avuto un figlio, Terry the Kid.
È doppiato da Hideyuki Tanaka,  (Scramble for the Throne) e Daisuke Ono (Perfect Origin Arc).

### Robin Mask
Robin Mask è un Chojin inglese che partecipa alla 19ª e alla 20ª edizione del Torneo Chojin (venendo sconfitto da Suguru Kinniku, nell'ultimo torneo). Dopo la sconfitta, viene cacciato dall'Inghilterra e questo lo rese amareggiato nei confronti di Kinnikuman, culminando in una rivincita durante il tour americano di Kinnikuman. Questa rivincita termina con la morte apparente di Robin. Tuttavia, Robin sopravvive e assume l'identità del crudele allenatore Barracuda, allenando Warsman per le 21 Olimpiadi di Chojin allo scopo di sconfiggere Kinnikuman. Dopo una serie di incontri, il suo allievo arriva in finale con Suguru, il quale lo sconfigge, e in seguito a questo Robin torna dalla parte dei Justice Chojin, affiancando spesso Suguru e i suoi compagni nelle seguenti battaglie.
Durante lo scontro con i sette diavoli, muore nello scontro con Atlantis ma viene resuscitato poco dopo; partecipa anche alla spedizione di Suguru per recuperare la Maschera dorata, affrontando Junkman. Durante il "Survival Match Per Il Trono Muscle", Robin Mask riesce a sconfiggere Kinnikuman Mariposa ma muore insieme a Mammothman per poi venire resuscitato dal Face Flash Di Suguru. Successivamente, ritorna in Inghilterra al servizio della Regina.
In seguito al ritiro, Robin Mask divenne padre di Kevin e lo allenò per trasformarlo in un Chojin professionista: stanco dei continui allenamenti, Kevin fuggì e si unì alla DMP (come affronto al genitore). Come membro della Muscle League, affronta la DMP ma viene sconfitto; per riacquistare l'onore, recluta nuovi membri per la Muscle League (soprattutto, Mantaro). Alla fine della storia, assiste alla vittoria di Kevin su Mantaro (nell'anime, è Kevin a perdere).
È doppiato da Daisuke Gōri, Michihiro Ikemizu (Scramble for the Throne) e Katsuyuki Konishi (Perfect Origin Arc).

### Ramenman
Ramenman (ラーメンマン?) è un Chojin cinese e uno dei membri dei Justice Choujin. A differenza della maggior parte dei personaggi della serie, Ramenman ha una corporatura più atletica, e combatte più con il Kenpo cinese invece che con il wrestling più tradizionale. Inizialmente fu raffigurato come un Choujin violento e spietato, tuttavia, dopo aver perso contro Kinnikuman, iniziò a diventare meno violento, unendosi ai Justice Choujin e spesso assumendo un ruolo saggio e simile a un mentore. Durante le Olimpiadi Chojin, uccise Brockenman, il padre di Brocken Jr, per poi venire sconfitto da Kinnikuman. In seguito, si scontra con Brocken Jr, desideroso di vendetta, e lo sconfigge dopo un lungo combattimento; decide di risparmiarlo e lo prende come suo allievo. Durante le XXI Olimpiadi Chojin, viene pugnalato alla tempia da Warsman, finendo in uno stato vegetativo, tuttavia, riappare sporadicamente, in tutti gli archi seguenti, come il Chojin mascherato Mongolman; alla fine, viene rivelato che è in grado di combattere normalmente solo indossando la maschera di Mongolman, che ha proprietà curative. Nel finale della storia, si è ripreso abbastanza da combattere senza la maschera.
Ramenman appare anche nella seconda serie dove, dopo essere stato sconfitto dalla DMP, affronta il giovane Sammu, desideroso di entrare nei Justice Choujin. Dopo un breve combattimento, riesce a sconfiggere l'avversario che perde quindi la possibilità di entrare nei Justice Choujin.
È doppiato da Eiji Kanie (ep. 7-110 e film 1-4), Masaharu Satō (ep. 120 e 125), Banjō Ginga (ep. 130-136 e film 5-7), Yuji Mikimoto (Scramble for the Throne), Kenichi Ono (Nisei) e Tomokazu Seki (Perfect Origin Arc).

### Brocken Jr.
Brocken Junior è un choujin tedesco e il figlio del chojin nazista Brockenman, ucciso da Ramenman. I membri della famiglia Brocken non nascono Choujin, ma lo diventano equipaggiandosi con uno speciale totenkopf. Per vendicare la morte del padre, si iscrive alle 21° Olimpiadi Chojin per uccidere Ramenman ma fallisce; in seguito, capisce la nobiltà d'animo di Ramenman e decide di seguirlo, diventando suo allievo. Nei successivi scontri, affronta Mr. Khamen, rischiando di morire, fino all'arrivo di Mongolman che lo salva; poi, durante la saga della maschera d'oro, trionfa contro Ninja Nedd dopo un violentissimo scontro. In seguito, fa squadra con Wolfman per il torneo universale di Chojin Tag Team ma viene sconfitto dagli intrusi Screw Kid e Kendaman. Insieme ad Ataru e Buffaloman, partecipa ad un nuovo torneo affrontando Kinnikuman Super Phoenix, Mammothman e Prisman; si sacrifica per proteggere i compagni dal Rainbow Shower di Prisman; alla fine, viene resuscitato dal "Face Flash" di Suguru. Successivamente, ritorna in Germania, senza uno scopo, diventando un alcolista.
Dopo aver lasciato i Justice Chojin, Brocken Jr. perse ogni interesse per il wrestling finché non incontrò un promettente ragazzo di nome Jade. Affascinato dal suo potere, decise di allenarlo e trovò una nuova ragione di vita. Dopo la sconfitta del suo allievo per mano di Scarface, decide di puntare tutto su Mantaro Kinniku; per questo motivo, gli dona il Totenkopf di Jade affinché possa aiutarlo a battere Scarface, con successo. In seguito, allena Jade in vista del 22º Torneo Chojin; il ragazzo affronta Ricardo facendo preoccupare Brocken Jr. (dopo aver scoperto che l'avversario è un DMP); infatti, Jade soccombe all'avversario, il quale viene sconfitto da Mantaro.
È doppiato da Tetsuo Mizutori, Hirohiko Kakegawa (Scramble for the Throne), Yasuhiko Kawazu (Nisei) e Jun Kasama (Perfect Origin Arc).

### Warsman
Warsman (ウォーズマン?) è un Robot-Chojin (un Chojin Cyborg) russo, che è stato allenato da Robin Mask con l'obiettivo di sconfiggere Kinnikuman; possiede un paio di artigli retrattili (chiamati "Bear Claws" o "Artigli dell'Orso") e un computer interno che gli permette di sfruttare ogni debolezza degli avversari ma che, dopo trenta minuti di utilizzo, inizia a surriscaldarsi, facendo fumare il corpo.
Warsman è stato presentato come un Chojin a sangue freddo, essendo quasi completamente muto. Nella maggior parte delle sue apparizioni iniziali, viene comandato da Robin Mask ma, dopo la sua sconfitta per mano di Kinnikuman, riacquista la compassione, facendo amicizia con gli altri Justice Chojin; anche dopo questo cambiamento, mantiene una forte relazione con Robin Mask. Per tutto il resto della serie, lotta contro la sua natura di cyborg.
In Kinnikuman Nisei, Warsman assume l'identità di Chloe (Lord Flash nella versione internazionale) e diviene l'allenatore di Kevin Mask; alla fine delle olimpiadi Chojin, il suo travestimento si frantuma e rivela la sua vera identità. Nella saga dell'Ultimate Chojin Tag, fa squadra con il Chojin Michael (che più avanti, si rivela essere Mammothman).
È doppiato da Ryoichi Tanaka (ep. 47-58), Hideyuki Hori (ep. 59+ e film), Hirohiko Kakegawa (Scramble for the Throne), Hideyuki Tanaka (Nisei), Eiji Takemoto (Nisei II) e Yūki Kaji (Perfect Origin Arc).

### Buffaloman
Buffaloman (バッファローマン?) è un Chojin spagnolo ed era il leader dei Sette Diavoli Chojin che hanno invaso la terra dopo le 21° Olimpiadi di Chojin. In passato, aveva stretto un patto con Satana per aumentare esponenzialmente il proprio potere per ogni Chojin che uccide: alla fine, il suo potere Chojin arrivò a 10.000.000 (100.000 è la media). Venne sconfitto da Kinnikuman al culmine dell'arco degli Akuma Chojin e successivamente sacrificò la propria vita per resuscitare i Seiji Chojin caduti in battaglia.
Buffaloman venne poi resuscitato da Akuma Shogun, durante l'arco della Maschera d'oro, per servirlo ma lo tradisce e si unisce ai Seiji Chojin dopo che Akuma Shogun viene sconfitto. Si unisce al "Team Soldier" durante l'arco della lotta per il Trono mentre all'inizio dell'arco dei Perfect Origin, dichiara di essere tornato a far parte degli Akuma Chojin, con sorpresa dei Seiji Chojin. Durante il resto della serie, perde e riguadagna i suoi Long Horns.
Buffaloman appare anche nella seconda serie dove viene sconfitto prima dalla DMP poi da Terry the Kid e infine da Jade.
È doppiato da Masaharu Satō, Kazuo Oka (Scramble for the Throne ep. 14-22), Jūji Matsuda (Scramble for the Throne ep. 24+), Kenji Nomura (Nisei) e Hiroki Yasumoto (Perfect Origin Arc).

### Principe Kamehame
Il principe Kamehame è un Chojin veterano e l'ex campione hawaiano, avendo perso contro Jesse Maivia. Durante l'arco dell'American Tour, affronta e sconfigge Kinnikuman ma vede la promessa in Kinnikuman e decide di insegnargli i "48 Killer Moves"; di conseguenza, Suguru continua a considerare Kamehame come il proprio stimato maestro per tutta la serie.
Durante l'arco di Dream Choujin Tag, si unisce a Kinnikuman come Kinnikuman Great, nascondendo la propria natura anziana e muore per le ferite riportate proteggendo Terryman da Sunshine e passa il ruolo a Terryman; di tanto in tanto, torna come uno spirito per guidare Kinnikuman e i suoi alleati. Durante l’arco della lotta per il trono, Omegaman usa la tecnica "Omega Metamorphosis" per incanalare Kamehame ma questo gli si ritorce contro per il fatto che Kamehame è stato in grado di strappare il controllo da Omegaman e invece insegna a Kinnikuman le cinquantadue prese di sottomissione.
È doppiato da Masaharu Satō (ep. 19-21 e 144), Eiji Kanie (ep. 88-110), Hidetoshi Nakamura (Scramble for the Throne) e Akira Kamiya (Perfect Origin Arc).

### Wolfman
Wolfman (ウルフマン?) è un Chojin giapponese ed è un lottatore professionista di Sumo, basato sul famoso lottatore di sumo Chiyonofuji Mitsugu. Appare come concorrente per la 21ª Olimpiade di Chojin ed è ostile nei confronti di Kinnikuman. Dopo essere stato sconfitto in una partita di Sumo da Kinnikuman, in semifinale, inizia a rispettarlo e prende parte alla lotta contro le minacce future. Affronta Springman nell'arco degli Akuma Chojin ma viene ucciso e poi resuscitato dal sacrificio di Buffaloman.
Prima della saga del risveglio, Wolfman si ritira dal Sumo a causa di infortuni ma ritorna per combattere la minaccia delle "Six Spears" degli Omega Centauri, sconfiggendo Lunaight.
Appare anche in Kinnikuman Nisei, assistendo agli incontri della Seconda Generazione.
È doppiato da Masashi Hirose, Daisuke Gōri (ep. 98 e 100), Yasuhiko Kawazu (Scramble for the Throne) e Yūki Satō (Nisei).

### Geronimo
Geronimo è un giovane Cherokee che non si sapeva se fosse o meno un Chojin, poiché sembrava non essere influenzato dalla bolla di supporto vitale durante l'arco della Maschera d'oro e la sua resistenza era molto inferiore a quella di un tipico Chojin; tuttavia, fu in grado di sconfiggere Sunshine, all'interno del corpo di Warsman.
Successivamente, viene rivelato che era sempre stato un umano e, di conseguenza, soccombe alle ferite. Viene resuscitato alla conclusione dell'arco della Maschera d'oro e, dopo aver subito un processo speciale, diventa finalmente un Chojin.
Geronimo appare in Kinnikuman Nisei come uno dei professori della "Hercules Factory" (Scuola di Ercole" nel doppiaggio internazionale).
È doppiato da Kaneto Shiozawa, Nobutoshi Canna (Scramble for the Throne), Mahito Ōba (Nisei) e Kenshō Ono (Perfect Origin Arc).

### Alexandria Meat

Alexandria Meat

Alexandria Meat (アレキサンドリア・ミート, Arekisandoria Mīto), detto semplicemente Meat o Maestro Meat (ミート君?, Mīto-kun), è l'allenatore di Suguru e, in seguito, di suo figlio Mantaro. Sebbene sia solo un bambino è una persona molto disciplinata che cerca di aiutare Suguru e suo figlio durante i vari combattimenti ed è solito sgridarli per la loro pigrizia. Quando era ancora un neonato, venne strappato dalla sua famiglia da Mayumi Kinniku (Maestà Muscle nel doppiaggio internazionale) per allenare i futuri Chojin.
Meat appare per la prima volta quando incontra Kinnikuman e lo esorta a partire per il suo pianeta; in seguito, lo allena e lo prepara alle successive battaglie. Ma dopo che ritorna sul suo pianeta d'origine, Meat decide di ibernarsi per continuare ad allenare altri Chojin. Durante la saga del survival match per il trono Kinniku, ottiene la sua prima (e unica) vittoria sul ring, facendo a pezzi il Chojin del "Team Mariposa" Mixer Taitei (con una "Back Drop").
In Kinnikuman Nisei, viene liberato da Mantaro; da quel momento, allena il figlio del suo vecchio allievo. Nelle saghe successive, rincontra suo padre Minch, al torneo delle lanterne, che però viene ucciso (gravemente invalidato alle gambe, nel doppiaggio internazionale) a causa di Bone Cold: Mich allora gli rivela di essere suo padre e, nonostante qualche difficoltà, Meat aiuta Mantaro a vincere il torneo. Nella saga del 22º Torneo Ikimon Chojin, è il partner di Ilioukhine nella corsa a tre gambe per la qualificazione alla fase finale ma nello scontro con Kevin Mask, quest'ultimo tortura atrocemente il suo partner e lo scaraventa al suolo; Meat, nel tentativo di afferrarlo, si rompe le gambe. Viene quindi sostituito da The Ruralman, nella finale contro Kevin Mask, ma, con l'aiuto di Gazzelleman, viene in aiuto di Mantaro che riesce a vincere.
È doppiato in originale da Minori Matsushima, Konami Yoshida (Nisei) e Sumire Uesaka (Perfect Origin Arc) e in italiano da Roberto Stocchi.

## Seconda Generazione

### Terry the Kid
Terry the Kid (Terry Canyon nel doppiaggio internazionale) viene allenato da suo padre Terryman e reclutato nella nuova Muscle League, insieme a Mantaro, Seiuchin e Gazzeleman, dopo aver affrontato e sconfitto Buffaloman. Tornato sulla Terra affronta e sconfigge Tyrannoclaw, ma successivamente viene sconfitto da Scarface (un membro della Generation Ex che si rivela essere Mars della DMP). In seguito, Terry partecipa al 22º Torneo Ikimon Chojin, ma non si qualifica. Durante una festa inaugurale prima del torneo vero e proprio, i Sei Velenosi, un gruppo che dopo la loro sconfitta ha deciso di infrangere il loro codice morale, irrompono rapendo Rinko Nikaido (Roxanne Rock nel doppiaggio internazionale), Keiko (Kiki nel doppiaggio internazionale) e Tamaki Maekawa (Trixie nel doppiaggio internazionale), poi lanciano alla Muscle League una sfida, ovvero un survival a turni a coppie, in cui per ogni incontro vinto liberano la ragazza. Terry, insieme a Jade affronta e sconfigge il Team Aho e salva Tamaki.
Terry ha un tatuaggio sulla fronte a forma di "K" e possiede, l'aspetto, la corporatura e tutte le abilità di suo padre. Inizialmente, Terry crede che Kinnikuman sia un impostore e che il vero campione sia in realtà suo padre. Proprio per questo, disprezza Mantaro quando lo incontra e fa di tutto affinché il figlio di Kinnikuman non passi nella Muscle League. Dopo essere stato ferito da Anaconda, Terry viene curato da Suguru (il quale, gli fa comprendere che la vera forza è nell'amicizia), si pente e aiuta Mantaro a sconfiggere il DMP, diventando poi il suo migliore amico,  ma di tanto in tanto lavora ancora in modo indipendente.
È doppiato in originale da Toshiyuki Morikawa e Ai Nonaka (da bambino) e in italiano da Stefano Crescentini.

### Gazelleman
Gazelleman (Dik-Dik Van-Dik nel doppiaggio internazionale) è un lottatore tanzaniano dall'aspetto di una gazzella. Nonostante si sia diplomato con il massimo dei voti alla Hercules Factory, ha perso tutti gli incontri tranne uno, presente soltanto nella serie animata, in coppia con Seiuchin contro El Kaerun e Puri-Puri Man, due membri dei "Sei Velenosi". Il suo nome nella versione internazionale, è basato sul dik-dik ma è anche un riferimento a Dick Van Dyke (infatti, in alcuni episodi, il suo nome viene pronunciato erroneamente in questo modo).
Nelle classifiche di preferenza pubblicate da Shōnen Jump, durante le sue apparizioni nell'anime, Gazzelleman si è posizionato al 14º posto, mentre nell'ultimo sondaggio al 18º posto.
È doppiato in originale da Yasunori Masutani e in italiano da Daniele Valenti.

### Seiuchin
Seiuchin (dal giapponese Seiuchi, tricheco; Wally Tusket nel doppiaggio internazionale) è un uomo-tricheco irlandese. Buon combattente, vive con la madre e la sorellina Dorothy e anche lui segue sempre Mantaro durante i suoi combattimenti. Inizialmente è assegnato a difendere l'Hokkaido, un'area del Giappone più adatta all'ambiente di Seiuchin.
Nell'arco narrativo finale, si è stancato delle numerose osservazioni sconsiderate di Mantaro su di lui e lascia il lato chojin della giustizia per formare le "espansioni infernali" con Neptuneman, che risveglia il feroce istinto animale di Seiuchin, trasformandolo in una bestia assetata di sangue. Da allora, Seiuchin è apparso come un nemico di Mantaro e degli altri. I due sconfiggono le Super Trinità nel primo round, dove accecano Jade e rimuovono la faccia di Scarface, prima di combattere contro gli Hell's Bears. Durante questa partita, Seiuchin riacquista parte del suo senso di giustizia. Questo fa sì che Neptuneman lo lasci per Mammothman, dopo aver rimosso la faccia di Seiuchin. In seguito tornerà nel futuro con i suoi amici.
Nelle classifiche di preferenza pubblicate da Shōnen Jump, durante le sue apparizioni nell'anime, Seiuchin si è posizionato al 24º posto.
È doppiato in originale da Takumi Yamazaki e Ginzō Matsuo (primo film) e in italiano da Massimo Rinaldi.

## Avversari della Prima Generazione

### Sette Diavoli Chojin
I Diavoli Choujin erano famosi per essere i choujin più brutali e potenti dell'universo, superando persino i Chojin brutali precedentemente apparsi come Ramenman o Warsman. In passato, i sette furono intrappolati in una prigione spaziale prima di essere accidentalmente liberati da Kinnikuman. Vengono sulla terra per sfidare i più forti Chojin della Giustizia e hanno diviso il corpo di Meat in sette pezzi, ciascuno tenuto da un membro separato, al fine di spronare i Chojin della Giustizia a combattere.

#### SteCasse King
SteCasse King è un chojin basato su un walkman e il più debole degli scagnozzi di Buffaloman. Fu il primo dei Devil Choujin ad affrontare Kinnikuman. Ha la capacità di caricare varie cassette nel suo corpo per emulare le mosse distintive di vari Choujin come Warsman e Ramenman. Fu sconfitto quando inserì erroneamente una cassetta di Kinnikuman di tre anni prima, quando Kinnikuman era ancora incompetente. Ritorna nell'arco di Perfect Origin per affrontare il Perfect Large Number Turboman al posto di Warsman. Dimostra diversi nuovi nastri come quelli basati su Neptuneman e Kinnikuman Zebra, ma alla fine perde e viene distrutto.
È doppiato da Issei Futamata e Tetsuya Kakihara (Perfect Origin Arc).

#### Black Hole
Black Hole è un Choujin di colore nero che ha un buco gigante dove dovrebbe essere la sua faccia. Ha la capacità di viaggiare attraverso le ombre e il buco sulla sua testa conduce a una dimensione alternativa, ed è in grado di risucchiare i suoi avversari attraverso il suo buco in questa dimensione. Tuttavia, il suo corpo è collegato a questa dimensione e qualsiasi ferita che subisce rifletterebbe le crepe all'interno della dimensione. Era il secondo Devil Choujin che Kinnikuman affronta e sconfigge. È tornato nell'arco di Dream Choujin Tag, dove si unisce a suo cugino, il Justice Choujin Pentagon, per formare la combo killer 4D. Sono sconfitti nel primo turno dai Muscle Brothers. Ritorna nell'arco di Perfect Origin per combattere il Perfect Large Number Dalmanitan, essendo l'unico Devil Choujin a sconfiggere in modo decisivo il suo avversario nel primo round del torneo. Riuscirà a sconfiggere un altro nemico, Jak Chi, con l'aiuto di suo cugino Pentagon, prima di crollare per le ferite e agire come mezzo di trasporto per il resto degli avvenimenti.
È doppiato da Daisuke Gori, Kazuhiko Kishino (ep. 88-90 e film 4) e Toshiya Miyata (Perfect Origin Arc).

#### Atlantis
Atlantis è un Choujin anfibio specializzato in combattimento subacqueo e nella manipolazione dell'acqua. Affronta Robin Mask, attirando quest'ultimo in una lotta subacquea che termina con lui che sconfigge e annega Robin. Successivamente combatte Kinnikuman, dove impiega la tecnica del legame del sangue con la negromanzia del diavolo con cui convoca degli spettri di Devil Chojin per fare squadra contro Kinnikuman. Tuttavia, questo piano fu contrastato da Terryman e Brocken Jr. usando uno specchio del Mondo degli spiriti fornito da Mongolman per sconfiggere gli spettri, permettendo a Kinnikuman di sconfiggere Atlantis. Nell'arco di Perfect Origin, Atlantis combatte Perfect Large Number Marlinman, che è stato in grado di sconfiggere usando il finisher Tower Bridge di Robin Mask. Sfortunatamente, soccombe alle sue lesioni causando un pareggio.
È doppiato da Kazuhiko Kishino e Yasuhiro Mamiya (Perfect Origin Arc).

#### The Mountain
The Mountain è un enorme Chojin basato su una montagna e un praticante di Judo. Durante l'arco dei Devil Choujin, combatte e viene sconfitto da Terryman. Nell'arco di Perfect Origin, combatte l'avanguardia dei Perfect Large Number, Strong the Budo, ed è stato pesantemente sfregiato dal combattimento. Invece di essere trasformato in un essere umano, ha scelto di morire combattendo come un Devil Choujin, avendo la testa distrutta dall'Helmet Breaker di Strong the Budo. Successivamente distrugge il ring sospeso su cui stavano combattendo con l'intento di portare Strong the Budo con sé, anche se questo sacrificio è stato inutile dal momento che Strong the Budo sopravvive alla caduta dell'abisso.
È doppiato da Yonehiko Kitagawa e Mitsuaki Kanuka (Perfect Origin Arc).

#### Mr. Khamen
Mr. Khamen è un Choujin simile ad un faraone. Ha la capacità di avvolgere i suoi nemici in un involucro di bende e successivamente disidratarli usando una cannuccia. Affronta Brocken Jr., che riesce ad intrappolare, ma è stato interrotto da Mongolman, che gli rompe il collo con un calcio, uccidendolo. Mr. Khamen ritorna nell'arco di Perfect Origin per affrontare il Perfect Large Number Crushman, ma fu sconfitto quando la sua tecnica di mummificazione non riuscì a funzionare sul corpo d'acciaio di Crushman. È una parodia di Tutankhamun.
È doppiato da Ryoichi Tanaka, Koji Totani (ep. 60) e Kishō Taniyama (Perfect Origin Arc).

#### Springman
Springman è un Choujin che assomiglia a una molla gigante con braccia e gambe. Affronta Wolfman, riducendolo letteralmente a pezzi. Si unisce a Buffaloman per affrontare Kinnikuman e Mongolman nel climax dell'arco dei Devil Choujin, dove Mongolman usa il suo sudore per creare una nuvola di pioggia che arrugginisce e indebolisce Springman, permettendo a Mongolman di sconfiggerlo e lasciando Kinnikuman ad affrontare Buffaloman da solo. Ritorna nell'arco di Perfect Origin, sebbene non abbia affrontato un Perfect Large Number dalla prima ondata. Fu in grado di uccidere Turboman prima di soccombere alle sue ferite.
È doppiato da Hideyuki Tanaka e Hiroyuki Yoshino (Perfect Origin Arc).

### Sei Cavalieri del Diavolo
I sei Cavalieri del Diavolo sono l'élite dei Devil Choujin. Rubano la Maschera d'oro, una reliquia sacra del clan Kinniku, creando maschere fasulle e costringendo Kinnikuman a usare la sua reliquia gemella, la Maschera d'argento, per trovare la vera Maschera d'oro. Il furto della Maschera d'oro ha indebolito il potere dei Justice Choujins, rendendo inizialmente tutti loro, tranne Kinnikuman, incapaci di combattere. Dopo la sconfitta di Sneagator e Planetman, il resto dei cavalieri si ritirò nel corpo di Warsman, iniziando la battaglia dei cinque ring per salvare Warsman. Ciascuno dei cavalieri rappresenta un diverso "Inferno", ispirato al personaggio e alle mosse distintive.

#### Sneagator
Sneagator (ス ニ ゲ ー タ ー) è un chojin simile ad un alligatore. Fu il primo avversario che Kinnikuman combatté durante l'arco della Maschera d'oro. Rappresenta il "Gator Hell", con la capacità di trasformare oggetti inanimati in vari rettili, anche se alla fine si rivela un'illusione. È anche in grado di cambiare forma in varie forme di rettili, come una tartaruga o una lucertola. La sua vera forma è quella di una zampa di un tirannosauro. Kinnikuman è stato in grado di sconfiggerlo, ma non prima di essere stato avvelenato, richiedendo a Wolfman di sacrificarsi per salvargli la vita. Nell'arco di Perfect Origin, Sneagator affronta uno dei Perfect Origin, Ganman, ma è stato sviscerato dalle sue corna.
È doppiato da Issei Futamata, Hideyuki Hori (ep. 121) e Tetsu Inada (Nisei).

#### Planetman
Planetman è un chojin il cui corpo è composto dai nove pianeti del sistema solare con la testa che è il leggendario dodicesimo pianeta vulcaniano. Rappresentando "Space Hell", combatte con una varietà di mosse spaziali e a tema planetario. Possiede anche una tecnica chiamata Demon Face, che manifesta le facce degli alleati di Kinnikuman su tutto il suo corpo, facendo sì che Kinnikuman esiti a fargli del male. Alla fine, Kinnikuman è stato in grado di trionfare su Planetman colpendo il viso di Warsman, danneggiando gravemente Warsman nel processo. Nell'arco di Perfect Origin, Planetman affronta Psycoman dei Perfect Origin, ma viene ucciso quando Psychoman non è sorpreso dalla tecnica Demon Face di Planetman.
È doppiato da Hideyuki Tanaka.

#### Junkman
Junkman (ジ ャ ン ク マ ン) è un Choujin con gigantesche piastre di frantumazione come mani, simili a un compattatore di rifiuti. Rappresenta l '"Inferno del bagno di sangue", poiché i suoi piatti schiacciati a spillo fanno esplodere il sangue ai nemici. È anche in grado di sporgere punte dal suo petto, oltre a evocare una faccia nella parte posteriore della testa. Ha combattuto contro Robin Mask durante la battaglia del ring a cinque piani all'interno del corpo di Warsman. Sebbene fosse abbastanza potente da distruggere l'armatura zaffiro di Robin, Robin alla fine lo sconfisse con il Reverse Tower Bridge. Nell'arco di Perfect Origin, Junkman combatte Painman, che è in grado di sconfiggere rendendo le sue air bag più suscettibili di scoppiare riscaldando l'aria con la sua Junk Crush. Painman quindi gli dà il suo manubrio a vento.
È doppiato da Kazuhiko Kishino.

#### The Ninja
The Ninja (ザ・ニンジャ) è un ninja Choujin, che impiega varie tecniche ninjutsu in combattimento, come "Scorching Hell", dove usa le palle di fuoco come mini-soli per bruciare gli avversari. Membro dei sei cavalieri del diavolo al servizio di Akuma Shogun che hanno rubato la maschera d'oro della famiglia Kinniku. Quando i cavalieri del diavolo si sono ritirati dentro il corpo di Warsman e posizionati in un ring a cinque piani, Ninja ha combattuto contro Brocken Jr. Anche se m Ninja era avvantaggiato, Brocken ha comunque vinto il match facendo cadere entrambi dal ring. Mentre caddero, Ninja ha assunto le sembianze di Brocken in modo che venga salvato da Robin Mask che si trovava nel ring più in basso. Robin poteva solo prendere uno dei due e fortunatamente, ha salvato il vero Brocken Junior mentre The Ninja rimase impalato dalle punte di Junkman. The Ninja è poi riapparso, convertito al bene, come un membro della squadra di Ataru Kinniku durante il torneo per il trono Kinniku. Ha combattuto contro Satan Cross e rimase ucciso dalla sua mossa Triangle Dream ma venne poi alla fine resuscitato dal face flash di Kinnikuman insieme al resto della sua squadra.
Anni dopo, The Ninja fonda insieme ad Ataru i Gli Intoccabili Chojin(超人特別機動警察隊 (アンタッチャブル)) per combattere chojin criminali. Ha interrotto il match fra Kid e Hanzo dopo che quest'ultimo ha ucciso Kokumo, l'allievo di Ninja. Alla fine, Hanzo uccide The Ninja che aiuterà Kid sotto forma di spirito. Lo spirito di The Ninja riappare durante la saga dei Demon Seed per incoraggiare Hanzo nel suo match contro Gepparland.
È doppiato da Masashi Hirose, Shō Hayami (Scramble for the Throne) e Hiroaki Hirata (Nisei).

#### Ashuraman
Ashuraman è un choujin a sei braccia e tre facce, basato sull'Asura. È un principe del regno dei demoni, fornendo un malvagio parallelo a Kinnikuman. Quando perde un braccio, è in grado di rubare le braccia di un defunto Choujin per sostituirlo. Rappresenta "Tornado Hell", poiché è in grado di lanciare piccoli tornado usando le sue braccia. Ashuraman combatte Terryman e ruba persino le braccia di quest'ultimo, ma Terryman è stato in grado di combatterlo fino a un punto morto, facendo finire lo scontro in parità. Essendo sopravvissuto a questa partita, Ashuraman combatte Kinnikuman prima che quest'ultimo combatta Shogun e viene sconfitto quando Kinnikuman scopre la debolezza dell'Ashura Buster. Si unisce a Sunshine per il torneo del Dream Choujin Tag, creando bambole maledette per rubare il potere dell'amicizia degli Idol Choujins. Alla fine, vengono sconfitti da Kinnikuman e da Terryman. Durante l'arco Scramble for the Throne, si unisce al Team Soldier, e successivamente combatte Satan Cross, rivelando di essere il suo vecchio insegnante. Si sacrifica per consentire a Kinnikuman di affrontare Super Phoenix, ma è stato riportato in vita con il resto del Team Soldier d Face Flash di Kinnikuman. Nell'arco di Perfect Origin, combatte Justiceman, ma fu surclassato e sconfitto, con le braccia e le facce distrutte. Ritorna in  Kinnikuman Nisei  nei panni di un grande cattivo dell'arco di semi di demone
ma alla fine si riscatta ancora una volta.
È doppiato da Daisuke Gori, Ken Yamaguchi (Scramble for the Throne) e Hiroshi Kamiya (Perfect Origin Arc).

#### Sunshine
Sunshine è un grande Choujin fatto di sabbia. La sua tecnica "Sand Hell" gli permette di trasformarsi in sabbia e intrappolare gli avversari, assumendo anche altre forme, come una trottola o un arco. Ha combattuto Geronimo durante la battaglia all'interno del corpo privo di sensi di Warsman. Sebbene lo abbia quasi ucciso, alla fine è stato sconfitto dalla sua tecnica Apache War Cry dopo che si è scoperto che la sua debolezza era costituita da rumori forti. Successivamente, nell'arco di Dream Choujin Tag, lui e Ashuraman complottano per rubare il potere dell'amicizia dei Justice Choujins usando le bambole maledette. Mettono in atto il loro piano durante il Dream Tag Tournament, dove competono come Stray Devil Choujin Combo. Dopo essere stati sconfitti da Kinnikuman e Kinnikuman Great durante le semifinali, si pentono, ma Sunshine viene ucciso da Neptuneman. Ritorna nell'arco di Perfect Origin, combattendo il Perfect Origin Thingman. Sconfigge Thingman usando i suoi Disc Cutters contro di lui, rivendicando il suo Star Dumbbell. In seguito ha inserito i restanti manubri di Origin sul quadrante del cimitero di Choujin per volere di Akuma Shogun. Anni dopo, in Kinnikuman Nisei, diventa uno dei membri chiave dell'organizzazione d.M.p, nonché mentore di Check Mate e Rex King.
È doppiato da Masaharu Satō e Tetsu Inada (Perfect Origin Arc).

#### Akuma Shogun
Akuma Shogun (悪魔将軍, Akuma Shogun), il cui vero nome è Goldman (ゴールドマン?, Goldman) era il dio della lotta e il sovrano del Regno Celeste (天上界, Tenjou-kai). Dopo aver litigato con suo fratello Silverman, il dio della pace, il suo spirito viene imprigionato nella Maschera d'Oro. In seguito assume l'identità di Akuma Shogun, leader dei Sette Akuma Chojin e dei Sei Cavalieri del Diavolo, dopo essersi alleato con Satana. Akuma Shogun è in grado di indurire e ammorbidire il suo corpo a piacimento, oltre a possedere la tecnica Hell's Nine Point Seal, una mossa in 9 parti che sigilla varie parti del corpo dell'avversario.
Dopo che Geronimo sconfigge Sunshine, i Cavalieri del Diavolo (eccetto Ashuraman) si uniscono formando la sua armatura di Akuma Shogun, permettendo a quest'ultimo di uccidere Geronimo. In seguito alla sconfitta di Ashuraman da parte di Kinnikuman, Akuma Shogun taglia la testa ad Ashuraman assimilandone il corpo. Akuma Shogun, intenzionato a impedire a Kinnikuman di perfezionare la Kinniku Driver, viene però ostacolato da Buffaloman, che tuttavia sconfigge con facilità.
Akuma Shogun verrà poi sconfitto da Kinnikuman nello scontro arbitrato da Ramenman. Nell'arco dei Perfect Origin, Akuma Shogun ritorna in un ruolo più ampio, e viene rivelato che originariamente era Perfect First: Goldman, uno dei Perfect Origin, ma aveva lasciato il gruppo e formato la fazione dei Devil Choujin poiché sentiva che The Man era diventato corrotto. A tal fine, resuscita i suoi Devil Choujin e istiga una guerra tra Devil Choujin e Perfect Choujin, con lo scopodi raccogliere tutti i manubri, a partire dal suo Heaven Dumbbell, tenuto da Perfect Origin per porre fine definitivamente alla vita immortale deii Perfect Origin, ma non riesce a farlo a causa delle modifiche di Psychoman. Al culmine dell'arco, Akuma Shogun affronta Strong the Budo, in realtà Choujin Enma/The Man, e lo sconfigge, ponendo fine alla guerra con la vittoria di Devil Choujin.
È doppiato da Yonehiko Kitagawa, Hidekatsu Shibata (film 6), Tetsu Inada (videogiochi) e Toshiyuki Morikawa (Perfect Origin Arc).

### Perfect Chojin
I Perfect Chojin sono un gruppo di chojin dotati di una potenza talmente grande da poter competere con gli dei; ma per questo non hanno trovato sulla terra altri chojin che si dimostrassero dei degni avversari. Per la delusione, si autoesiliarono nel regno celeste, dove hanno continuato ad allenarsi fra di loro ed a osservare gli altri tipi di chojin rimasti sulla Terra.
Il capo dei Perfect Chojin, Neptuneking, decise che i Perfect Chojin devono riprendersi la terra e cacciare via sia i Seiji Chojin (i chojin che usano i propri poteri per servire la giustizia) che gli Akuma Chojin  (nemici naturali dei Seigi chojin, fedeli a Satana) considerati dei Chojin Inferiori.
Per dimostrare l'inferiorità dei Seigi e degli Akuma, Neptuneking partecipa (con il nome di Big the Budo) insieme al suo braccio destro Neptuneman (conosciuto originariamente come Kenkaman, vecchio rivale di Robin Mask) al Chojin Tag Tournament Universale. Qui riescono a rubare le maschere di Robin Mask, Warsman, Ashuraman e Mongolman ritenendo che solo i chojin più forti abbiano il diritto di indossarle. Neptuneman e Neptuneking verranno sconfitti dal Tag team The Machinegus di Kinnikuman (King Muscle) e Terryman con la Muscle Docking.

#### Screw Kid
Screw Kid (ス ク リ ュ ー キ ッ ド) è un Choujin perfetto a basato su una vite che ha servito Big the Budo. Lui e Kendaman hanno infranto i campionati tag, sconfiggendo rapidamente Brocken Jr. e Wolfman. Tuttavia, hanno perso la successiva partita contro Buffaloman e Mongolman. Temendo la morte per il suo fallimento, Screw Kid attaccò Big the Budō per cercare di salvare la propria vita ma fu sbriciolato dal potere del suo padrone. Aveva il potere di estendere punte affilate da mani e ginocchia.
È doppiato da Kaneto Shiozawa e Shinichirō Ōta (Kinnikuman: Muscle Generations).

#### Kendaman
Kendaman (ケ ン ダ マ ン) è il partner di Screw Kid. La sua abilità speciale è quella di usare la testa (attaccata a un polso da una catena) come arma distruttiva. Nell'attacco combinato salta su Screw Kid mentre scendono e usava il suo enorme peso per spingere più in profondità la punta di Screw Kid nelle loro vittime. Dopo aver perso contro Buffaloman e Mongolman, ha cercato di scappare ma è stato catturato e ucciso da Neptuneman. Rinominato "Mace" nel doppiaggio Ultimate Muscle.
È doppiato da Masashi Hirose e Eiji Takemoto (Kinnikuman: Muscle Generations).

#### Neptuneman
Neptuneman viene presentato come il leader dei Perfect Chojin. Il suo aspetto e manierismi sono esplicitamente basati su Hulk Hogan. Neptuneman utilizza il Magnet Power utilizzato anche da Big the Budo, in particolare per l'attacco Cross Bomber, che è un doppio stendibiancheria potenziato da Magnet Power che è il mezzo principale della coppia per raccogliere le maschere dei Chojin. Al suo debutto, Robin Mask lo riconosce correttamente come Kenkaman, suo vecchio rivale che lo aveva surclassato nella ventesima selezione delle Olimpiadi Choujin. Kenkaman era diventato insoddisfatto della mancanza di contendenti quando incontra Neptune King, che gli ha lasciato la Maschera di Nettuno e rinominandolo Neptuneman. Neptuneman e Big the Budo sono stati sconfitti da Kinnikuman e Terryman al culmine dell'arco Dream Choujin Tag, dove si rende conto dell'ipocrisia di Big the Budo e si sacrifica per evitare l'invasione dei Perfect Choujin. Riappare nell'arco di Scramble for the Throne sotto il travestimento di The Samurai, essendo in fuga da Omegaman per aver ingannato la morte. Assiste Kinnikuman nella sua lotta contro il Team Super Phoenix. Nell'arco di Perfect Origin, Neptuneman è stato bollato come traditore per aver firmato il trattato di pace delle tre fazioni. Nonostante ciò, è rimasto fedele all'ideale perfetto di Choujin, anche se crede che sia stato corrotto e abbia bisogno di una riforma.
È doppiato da Kazuhiko Kishino, Yukitoshi Hori (Scramble for the Throne), Eiji Takemoto (videogiochi) e Tomokazu Sugita (Perfect Origin Arc).

#### Big the Budo
Big the Budo è il partner di Neptuneman, che assume l'aspetto di un gigantesco guerriero. Ha padronanza su un'abilità chiamata Magnet Power, che gli consente di attrarre o respingere oggetti metallici, così come il suo partner. Neptuneman e Big the Budo partecipano al torneo Dream Choujin Tag come Hell Missionaries, con l'esplicito scopo di dare la caccia alle maschere dei più grandi Justice Choujin. Durante le finali, la sua vera identità si rivela essere quella del vero Perfect Choujin Don, Neptune King (ネプチューンキング), che aveva dato a Neptuneman la sua maschera di Nettuno. Insieme a Neptuneman vengono sconfitti da Kinnikuman e Terryman. Questo frantuma la sua maschera, rivelando un volto anziano emaciato, ed egli soccombe alle ferite e all'età avanzata poco dopo.
È doppiato da Yonehiko Kitagawa e Shinichirō Ōta (videogiochi).

### Perfect Large Numbers
I "Perfect Large Number" sono tra i vertici di Perfect Choujin. Diversi giorni dopo la firma del trattato di pace, invadono la terra con una dichiarazione di guerra, denunciando il gruppo di Perfect Choujin di Neptune King come una fazione rinnegata. I Perfect Large Numbers hanno un'adesione più estrema e dura alle regole di Perfect Choujin, in particolare la regola "la sconfitta equivale alla morte". Sebbene inizialmente progettino di combattere i Justice Choujin, questo piano fu interrotto dall'arrivo dei Devil Choujin. Più tardi, appare una seconda ondata di Perfect Large Numbers, che insieme ai sopravvissuti della prima ondata sfidano Idol e Devil Choujin nella battaglia della piramide a gradoni.

#### Radial Max
Max Radial detto "Perfect Shredder" è un Choujin a tema camion con pneumatici giganti al posto delle spalle e gambe di sospensione. Distrugge gli avversari usando le sue gomme sulle spalle. È il primo dei Perfect Numbers a comparire. Mentre tutti gli altri Idol Choujin si stanno riprendendo, Terryman è costretto a combattere contro Max Radial al Tokyo Dome. Sebbene inizialmente si trovi in difficoltà contro Max Radial a causa delle sue proprietà fisiche che gli impediscono di usare le sue tecniche distintive, Terryman è stato in grado di sconfiggerlo con il marchio del polpaccio una volta che ha distrutto una delle sue spalle. Successivamente si suicida con l'aiuto di Strong the Budo, seguendo gli ideali dei Perfect Large Numbers di togliersi la vita dopo una perdita.
È doppiato da Chikahiro Kobayashi.

#### Turboman
Turboman detto "Perfect Finish" è un choujin di colore scuro con grandi guanti che ricordano i tamburi del revolver. Ha la capacità unica di immagazzinare qualsiasi potere generato dagli attacchi del suo avversario e trasferirli nuovamente all'avversario con un apparato chiamato "Unità Terra" per sovraccaricarlo. Combatte SteCasse King alla Piazza Rossa e, nonostante il comando iniziale di SteCasse King, Turboman è stato in grado di sconfiggerlo facilmente incanalando la sua energia immagazzinata in SteCasse King, distruggendone gli arti. In seguito combatte Buffaloman nella battaglia della piramide a gradoni, che cerca vendetta per la morte di SteCasse King. Il match si trasforma rapidamente in un match tag quando il ring su cui stavano combattendo viene distrutto e atterrano sul ring dove Springman e Grim Reaper stavano combattendo. Fu in grado di sovraccaricare Springman per indurlo a indurirsi e successivamente disintegrarsi, ma non prima che fosse lui stesso ad essere preso dall'attacco combinato di Springman e Buffaloman. Grim Reaper raccoglie la sua unità terrestre, lasciandolo un cadavere.
È doppiato da Kenji Nojima.

#### Dalmatiman
Dalmatiman detto "Perfect Fang" è un choujin a tema dalmata che attacca con potenti mosse e manovre agili. È in grado di riorganizzare le macchie del suo corpo, ad esempio spostandole sul viso per trasformare la sua testa in quella di un Dobermann o espellendole come una bomba a chiazze. Combatte Black Hole sulla Grande Muraglia cinese. Nonostante riesca a contrastare diverse mosse di Black Hole, è stato spinto a scegliere una ferita a forma di osso mentre era intrappolato nella dimensione di Black Hole, che in realtà era stata auto-inflitta deliberatamente da Black Hole. Ciò permise a Black Hole di prevedere dove stava per emergere Dalmatiman, permettendo a Black Hole di sconfiggerlo. Dalmatiman tenta di suicidarsi impalandosi su un palo d'angolo affilato, ma Black Hole lo decapita prima che sia in grado di farlo.
È doppiato da Nobuyuki Hiyama.

#### Crushman
Crushman detto "Perfect Palm" è un Choujin metallico con una grande palma d'acciaio chiamata Iron Glove sulla schiena, che usa per schiacciare i suoi avversari. Combatte Mr Khamen alla Porta di Brandeburgo, le cui tecniche si dimostrano inefficaci contro Crushman a causa del suo corpo d'acciaio, e Crushman lo schiaccia prontamente con facilità. Nella fase della battaglia piramidale, Crushman combatte Brocken Jr. Nonostante il vantaggio iniziale di Brocken, Crushman è stato in grado di legare Brocken, riuscendo persino a utilizzare la tecnica Iron Glove contro Brocken. Dopo che Ramenman disse a Brocken di calmarsi, fu in grado di rompere uno dei piatti del guanto di ferro e sconfiggere Crushman con la sua pioggia rossa di Berlino. Crushman quindi si uccide distruggendo il proprio cuore.
È doppiato da Yūsuke Tomioka.

#### Marlinman
Marlinman detto "Perfect Spike" è un Choujin acquatico che ricorda il suo animale omonimo, il marlin. Simile al Devil Choujin Atlantis, è specializzato nel combattimento subacqueo e usa il suo naso affilato simile a una lancia per combattere. Combatte Atlantis in un ring sul Tamigi. La battaglia alla fine portò a uno scontro acquatico, dove furono in grado di resistere agli attacchi reciproci. Alla fine, Atlantis usa la mossa caratteristica di Robin Mask, il Tower Bridge, per uccidere Marlinman, ma lo stesso Atlantis soccombe alle sue ferite e muore, provocando un pareggio.
È doppiato da Yoshiyasu Otaka.

#### Peek-a-Boo
Peek-a-Boo detto "Perfect Fright" è un Choujin a tema bambino. Come suggerisce il suo nome, ha appendici simili a mani che oscurano il suo viso e l'addome. Peek-a-Boo inizialmente ha una personalità infantile, ma matura nel corso di un singolo match. Sconfigge i suoi nemici con questo metodo e Strong the Budo lo riporta successivamente al suo stato infantile. Questo costante ripristino rende Peek-a-Boo risentito verso Strong the Budo. Combatte Kinnikuman sul Ryōgoku Kokugikan, assimilando rapidamente le 48 mosse mortali di Kinnikuman. Tuttavia Kinnikuman, basandosi invece sulle tecniche di base che Peek-a-Boo non è stato in grado di contrastare, alla fine lo sconfigge con il Furinkazan. Aveva in programma di suicidarsi come i suoi compagni, ma Kinnikuman è stato in grado di dissuaderlo, e lo incoraggia a sopravvivere e diventare più forte. All'arrivo del secondo corpo di Perfect Large Numbers, Nemesis tenta di uccidere Peek-a-Boo per il suo tradimento, e sebbene Kinnikuman sia stato in grado di interrompere l'assalto, Peek-a-Boo è rimasto gravemente ferito. Successivamente salva Neptuneman fuori dallo schermo e incoraggia lo spaventato Kinnikuman ad affrontare Nemesis. Nella lotta tra Kinnikuman e Nemesis, Peek-a-Boo serve come secondo di Nemesis, dandogli consigli per contrastare le mosse di Kinnikuman.
È doppiato da Shōya Ishige.

#### Marvelous
Marvelous detto "Perfect Rise" è un Choujin a tema drago. Impiega il Kung Fu cinese per combattere, così come le due teste di drago sulle sue spalle che possono estendersi e mordere i suoi avversari. Nella battaglia della piramide a gradoni, Marvellous combatte Ramenman, e rivela che come Ramenman, era anche uno studente di Choujin Kenpo, prima di decidere di diventare un Choujin Perfetto. Ramenman non fu scoraggiato dallo scherno di Marvelous, sconfiggendolo con un Kowloon Wall Drop strangolante, risparmiandogli la vita e rendendolo troppo debole per suicidarsi. Tuttavia, con la sollecitazione di Nemesis, Marvelous fu in grado di raccogliere abbastanza forza da comandare a una delle sue teste di drago di ucciderlo.
È doppiato da Yoshihisa Kawahara.

#### Jak Chi
Jak Chi detto "Perfect Flow" è un Choujin a tema rubinetto. Usando i beccucci sul suo corpo, è in grado di generare acqua calda e fredda. Nella fase della battaglia piramidale, combatte Black Hole, subito dopo il suo combattimento con Dalmatiman. Usando la sua abilità di rabdomanzia e usando la nebbia per oscurare la luce del sole, è in grado di spegnere il wrestling di dimensionale di Black Hole. Black Hole succhia accidentalmente suo fratello Pentagon, ma questi emerge dal corpo di Black Hole. Combatte e indebolisce notevolmente Jak Chi permettendo a Black Hole di sfoderare la mossa finale. Black Hole tenta di decapitare Jak Chi, ma questi si suicida entrando in un geyser che aveva creato.
È doppiato da Shinobu Matsumoto.

#### Nemesi
Nemesis detto "Perfect Muscle" è un Perfect Choujin, che debutta come parte della seconda ondata di Perfect Large Numbers. Viene presto rivelato che in precedenza era Sadaharu Kinniku, il fratello minore di Tatsunori Kinniku, che lo rende il prozio di Kinnikuman. Possiede una prodigiosa abilità nel wrestling, inclusa la capacità di eseguire la Muscle Sparkle in giovane età, portandolo a essere imprigionato e cancellato dalla storia per paura della sua forza. Dopo aver appreso della sua imminente esecuzione, Sadaharu fugge dalla sua prigione e si reca a Mont Saint Parfait, per diventare un Perfect Choujin. Mirageman lo battezza dopo aver realizzato la sua eredità, trasformandolo in Nemesis. La sua opinione sul Justice Choujin è rimasta ambivalente, tuttavia, fino a quando non ha saputo che suo fratello Tatsunori era stato rapito da membri della corte reale in un tentativo di colpo di stato, e sebbene Tatsunori sopravviva a questo calvario, ciò ha portato Nemesis a perdere la fiducia nel clan Kinniku, desiderando vedere bruciare il clan. Combatte e uccide Robin Mask nella battaglia della piramide, e sconfigge anche Ramenman allo Unforgiven Yggdrasil, sebbene Ramenman sopravviva. Alla penultima battaglia dell'arco, affronta Kinnikuman, come l'ultimo scontro tra ideali di Justice Choujin e Perfect Choujin. Kinnikuman è stato in grado di sconfiggerlo con la scintilla muscolare, rendendolo incapace di uccidersi e, a causa dell'interferenza di Peek-a-Boo e Neptuneman, a Strong the Budo è stato impedito di togliersi la vita.
È doppiato da Takeshi Kusao.

#### Polarman
Polarman detto "Perfect Power" è un grande Choujin a tema orso polare, che possiede una grande forza e artigli retrattili. Nella fase della battaglia piramidale, combatte Warsman, che è infuriato a causa della morte di Robin per mano di Nemesis e ha iniziato a combattere senza riguardo per se stesso. Si scontrano con i loro rispettivi artigli, con Polarman in grado di frantumare quello di Warsman e danneggia pesantemente Warsman. Alla fine, con l'incoraggiamento di Kinnikuman e il suo ricordo degli insegnamenti di Robin Mask, Warsman fu in grado di ritrovare la sua compostezza e di mettere Polarman nel suo speciale Palo Special. che sconfigge Polarman. Ciò ha lasciato Polarman incapace di suicidarsi, ma Nemesis aiuta il suicidio di Polarman usando la sua zampa per pugnalarlo al petto.
È doppiato da Takashi Matsuyama.

### Perfect Origin
I Perfect Origin sono i primissimi Perfect Choujin. In un lontano passato, gli dei Choujin hanno deciso che i Choujin sono diventati corrotti, opprimendo i deboli e hanno deciso di spazzarli via con i raggi Capilaria. Tuttavia, un Dio in particolare crede che la razza Choujin sia riscattabile, rinunciando alla sua divinità per diventare un Choujin, ora chiamato The Man, e selezionando dieci Choujin da risparmiare dal genocidio, garantendo loro l'immortalità e accettandoli come suoi discepoli. Questi dieci Choujin sono conosciuti come Perfect Origin. Insieme a The Man, andavano nel mondo di Choujin e occasionalmente abbattevano la popolazione di Choujin. Risiedono in un'isola solitaria chiamata Mont Saint Parfait, che conduce al Cimitero di Choujin, il dominio di The Man. Nonostante The Man fosse diventato sempre più paranoico e corrotto fino ad assumere il nome Choujin Enma, la maggior parte degli Origin gli rimane fedele, eccetto Goldman e Silverman. Ognuno di loro possiede un manubrio Origin, che quando tutti e 10 sono inseriti in un quadrante nel Cimitero di Choujin, cancellerebbe The Man e l'esistenza degli Origin. Questo è l'obiettivo di Akuma Shogun e, a tal fine, manda i suoi Devil Knights ad affrontare i Perfect Origin. Successivamente, gli Origin sopravvissuti affronta un mix di Justice e Devil Choujins presso l'Unforgiven Yggdrasil, un albero antico in cui gli antichi non perfetti Choujin avevano riparato per evitare i raggi di Capilaria. A differenza dei Perfect Large Numbers, i titoli di Perfect Origin seguono semplicemente il formato di "Perfect" seguito dal numero designato.

#### Silverman
Silverman era il progenitore della fazione Justice Choujin. I suoi discendenti sono quelli che sarebbero diventati il clan Kinniku. Silverman era il creatore originale di tecniche che in seguito sarebbero state perfezionate dal clan Kinniku per diventare Muscle Curtain e Muscle Spark (la sua versione di Muscle Spark, Arrogant Spark, è una versione letale del Muscle Spark). Aveva lasciato i Perfect Origin per convincere suo fratello a tornare, ma anche per creare la propria fazione di choujin "inferiori" basati sugli ideali di giustizia e misericordia. Tuttavia, il suo scontro con suo fratello alla fine ha portato alla loro reciproca decapitazione, e sarebbe poi diventato la Maschera d'argento. Come Silver Mask, assiste Kinnikuman nel trovare la vera Golden Mask e nel convincere suo fratello a porre fine alla loro faida. Ritorna come Silverman proprio nell'arco di Perfect Origin, dando il suo manubrio terrestre a suo fratello Akuma Shogun e avendo ottenuto il potere sufficiente per manifestare un corpo per una singolo scontro. Combatte il suo vecchio migliore amico Psychoman all'Unforgiven Yggdrasil, sconfiggendolo con l'Arrogant Spark e reclamando il suo manubrio Thunder. Poco dopo, esaurisce il potere, viene nuovamente ridotto alla Maschera d'argento e riprende il suo posto sull'altare nel Pianeta Kinniku.
È doppiato da Issei Futamata e Minori Matsushima (come Silver Mask).

#### Mirageman
Mirageman è un Choujin in ebano con poteri a specchio, incluso la creazione di miraggi e il possesso di un'arma sul braccio sinistro chiamata Kaleidoscope Drill. È il guardiano di Mont Saint Parfait, usando i suoi poteri di miraggio per indirizzare erroneamente qualsiasi indegno Choujin che desidera diventare un Choujin perfetto. Combatte Akuma Shogun quando invade Mont Saint Parfait. Akuma Shogun taglia facilmente il suo trapano a caleidoscopio, criticando la sua mancanza totale di crescita, e lo sconfigge con la ghigliottina infernale. Quindi prende il manubrio di ghiaccio di Mirageman.

#### Abyssman
Quarto perfetto: Abyssman è il Choujin che sorveglia il Cimitero di Choujin e il capo dei demoni del Cimitero di Choujin. Prende la regola Perfect Choujin di "non mostrare mai le spalle al nemico" al suo estremo logico, escogitando una tecnica, l'Abyss Guardian, che manifesta uno scudo che respinge qualsiasi attacco quando la sua schiena viene attaccata. Indossa una maschera sulla metà inferiore del viso, che era stata pesantemente sfregiata da The Man per aver permesso a Goldman di attaccare la sua schiena. Quando Akuma Shogun arriva al Cimitero di Choujin, affronta Abyssman. Akuma Shogun è stato in grado di sopportare la mossa finale di Abyssman, la Decapitazione dell'Abisso, ma questo ha distrutto la durezza del corpo di Akuma Shogun cambiando abilità. Akuma Shogun è stato in grado di distruggere l'Abyss Guardian e completa l'intera sequenza di Hell's Nine Point Seal, sconfiggendo Abyssman. Successivamente prende il manubrio di fuoco di Abyssman.

#### Painman
Painman è un Choujin coperto da vari strumenti simili ad airbag su tutto il corpo. Questo gli consente di assorbire qualsiasi attacco diretto a lui, rendendolo efficacemente impermeabile al dolore. Painman è anche in grado di creare manichini di se stesso. Combatte Junkman nella parte inferiore del cimitero di Choujin. Junkman ha faticato a fare del male a Painman, poiché nessuno dei suoi attacchi che lo ha spaventato, con i suoi spuntoni che non sono stati in grado di perforare gli airbag di Painman. Alla fine, Junkman si rende conto che soffiando i suoi Junk Crushes, può aumentare la temperatura, facendo gonfiare l'aria all'interno degli airbag di Painman, rendendoli abbastanza fragili da far scoppiare Junkman, permettendogli di sconfiggere Painman. Quindi affida a Junkman il suo manubrio a vento.

#### Justiceman
Justiceman è un Choujin perfetto che era conosciuto come il Dio del giudizio. Il suo ruolo è stato accennato nell'arco della Maschera d'oro, essendo l'essere che ha istigato e giudicato il conflitto tra Goldman e Silverman e successivamente fornire loro le spade, portando alla loro decapitazione reciproca. Ha una scala che usa per giudicare se il suo avversario combatte per una giusta causa. Justiceman combatte con tecniche relativamente semplici e pura potenza. Combatte Ashuraman nel mondo dei demoni, il cui antenato ha rubato le braccia del suo studente Milosman per iniziare il clan Ashura. Justiceman sconfigge senza pietà Ashuraman, distruggendo le sue braccia e i suoi volti. Sullo Yggdrasil, Justiceman combatte Terryman e allo stesso modo, è stato in grado di dominarlo. Tuttavia, dopo aver notato la volontà di Terryman di continuare a combattere nonostante la possibilità di danneggiare irreparabilmente la sua protesi avanzata, si arrende, conferendo il suo manubrio leggero a Terryman. Assume quindi una posizione neutrale, desiderando trovare la propria strada e occasionalmente assistere i Justice Choujin da dietro le quinte, come quando Kinnikuman si affrettava ad affrontare le Sei lance dell'Omega Centauri.

#### Ganman
Ganman è un Choujin simile ad un ciclope con una grande coppia di corna chiamate Elk Horns. Il suo unico occhio è in grado di rivelare le illusioni e i travestimenti dei suoi avversari, oltre a fornire una previsione delle azioni del suo avversario. Grazie a questa capacità, prova un grande disprezzo per le persone che nascondono la loro vera natura. Affronta Sneagator presso la Torre pendente di Pisa. Le molteplici trasformazioni di Sneagator si dimostrano inefficaci e Ganman fa a pezzi Sneagator con i suoi Elk Horns. Quindi affronta Buffaloman, desiderando di vendicare il suo insegnante, al Unforgiven Yggdrasil. Sebbene Ganman abbia inizialmente avuto il sopravvento, Buffaloman inizia ad andare in punta di piedi con lui dopo aver abbracciato il suo onorevole stile di combattimento su Kinnikuman e le sollecitazioni di Akuma Shogun. Ganman ha iniziato a vacillare quando Buffaloman si è chiesto perché non avesse usato l'occhio per rivelare la vera natura di Choujin Enma, permettendo a Buffaloman di sconfiggerlo, distruggendo i suoi Elk Horns. Ammette di aver perso perché aveva mentito a se stesso, consegna il manubrio terrestre a Buffaloman e muore.

#### Thingman
Thingman è un grosso Choujin metallico fatto di un materiale indistruttibile dallo spazio. Sulle sue spalle vi sono un paio di lame rotanti chiamate Disc Cutter, anch'esse realizzate con lo stesso materiale di se stesso. È in grado di scontrare le braccia insieme per inviare un'onda sonora distruttiva. Thingman affronta Sunshine sul palmo della Statua della Libertà, che Thingman spiega in origine era una statua del Choujin Enma, e successivamente la ripristina in questa forma. Fu in grado di trasformare Sunshine in cemento e, usando la sua Demolition Wave, lo fece sbriciolare. Tuttavia, Sunshine inganna Thingman per lanciarlo in un sacco, riportandolo alla sua forma originale. Sunshine successivamente blocca i cutter per dischi di Thingman, usandoli per sconfiggere Thingman. Sunshine quindi prende il manubrio Star di Thingman e lo uccide.

#### Crowman
Crowman è un Choujin a tema corvo. Usa attacchi che coinvolgono le sue ali e comanda uno stormo di corvi. Crowman affronta The Ninja al Silver Pavilion, rivelando che in origine era stata la sala di addestramento di Silverman dove aveva allevato il primissimo Justice Choujins. Dopo una lunga battaglia, Crowman riuscì a prendere il sopravvento, impalando ripetutamente il torace del Ninja. Tuttavia, Brocken Jr. e il resto dei Justice Choujin furono in grado di incoraggiarlo assumendo una formazione che risaliva al tempo di The Ninja come parte del Team Soldier. Il Ninja fu quindi in grado di intrappolare Crowman con la sua tecnica di Ragnatela. Crowman fu in grado di sfuggire a questa trappola scambiando posti con The Ninja, che avrebbe poi assunto la forma di Crowman e scambiato per ritorsione. I due si scambiano avanti e indietro più volte con le rispettive tecniche di sostituzione, fino a quando il vero Crowman non viene tagliato a pezzi dalle corde d'acciaio della tecnica della Ragnatela. Il Ninja prende quindi il manubrio scuro di Crowman.

#### Psychoman
Psychoman è un Choujin sgargiante a tema clown. Era il creatore del Magnet Power che Neptune King ha usato nell'arco del Dream Choujin Tag. Amorale, Psychoman guarda in basso su tutti i choujin, persino i suoi compagni, con l'eccezione del suo più caro amico Silverman. Psychoman debutta come Perfect Large Number, con il nome di Perfect Phantom Grim Reaper, arrivando con la seconda ondata di Perfect Large Numbers. Affronta Springman nella battaglia della piramide a gradoni, prima che la partita si trasformi in una squadra di tag con Buffaloman e Turboman al seguito. Dopo che Buffaloman lo sconfigge, fa andare Buffaloman ad ucciderlo, dopo di che apparentemente scompare. Tuttavia, in seguito riappare nella Sagrada Família, per combattere Planetman. Planetman usa la sua tecnica Demon Face, ma viene ucciso da Psychoman che non ha paura dell'idea di uccidere i suoi "compagni". In seguito, Psychoman combatte contro Brocken Jr. all'Unforgiven Yggdrasil. Nonostante il valoroso tentativo di Brocken Jr., fu sconfitto da Psychoman. Mentre stava per affrontare il colpo finale, Psychoman fu interrotto dal suo vecchio amico Silverman, che lo supplicò di risparmiare Brocken, e invece di combatterlo. I due combattono, con Silverman che vince e prende il suo manubrio Thunder, l'ultimo manubrio  di cui Akuma Shogun aveva bisogno per attivare il quadrante che avrebbe cancellato tutte i Perfect Origins dall'esistenza. Tuttavia, Psychoman aveva segretamente modificato il dispositivo, facendo cancellare lui e lui solo all'attivazione del quadrante.
È doppiato da Jun'ichi Suwabe.

#### Choujin Enma
Il Choujin Enma è il sovrano del Cimitero di Choujin, che gestisce i choujin deceduti. Appare come personaggio di sfondo nella serie originale, ma diventa prominente nell'arco dei Perfect Origin. Il Choujin Enma era in precedenza un letterale dio Choujin che vedeva il potenziale nella razza Choujin che stava per essere spazzato via dai suoi compagni dei. Ha scelto di rinunciare alla sua divinità per diventare un Choujin, diventando Perfect Zero: The Man e risparmiando dieci promettenti Choujin, reclutandoli come suoi discepoli, l'origine perfetta, i primissimi Choujin perfetti. Nel corso del tempo, The Man è diventato paranoico sulla contaminazione della sua e della sua Perfect Origins, diventando più sdegnoso dei Choujin "inferiori", e anche assumendo il nome Choujin Enma, mentre continua a manipolare vari eventi nel corso della storia da dietro le quinte. Appare per la prima volta nella serie proprio sotto il nome e il travestimento di Perfect Warrior Strong the Budo, molto simile a Big the Budo. Combatte The Mountain al Grand Canyon, e nonostante il tentativo di quest'ultimo di sacrificare se stesso e portare Strong the Budo con sé, sopravvive e ritorna, rivelandosi come Choujin Enma. Al culmine dell'arco, combatte il suo ex discepolo Goldman, ora Akuma Shogun, a Uluṟu. Akuma Shogun sconfigge Choujin Enma, distruggendo la sua armatura di Strong the Budo e vincendo la guerra per i Devil Choujin. Nell'arco del vero diavolo Choujin, gli Omega centaurici rivelano che The Man era responsabile del loro esilio, e di conseguenza giurano una vendetta incrollabile contro di lui.
È doppiato da Masato Hirano e Akio Ōtsuka (Perfect Origin Arc).

### Le sei lance di Omega Centauri
Le sei lance di Omega Centauri sono sei Choujin provenienti dall'Omega Centauri. Sono i discendenti di Choujin che in un lontano passato erano stati esiliati dai Perfect Origin. Di conseguenza, nutrono un profondo odio verso di loro e, a tal fine, hanno stretto un accordo con Satana per erigere barriere intorno al quartier generale di ogni fazione, impedendo loro di agire mentre invadono la terra. Hanno due scopi sulla terra: trovare una fonte di energia che potrebbe salvare il loro pianeta natale morente, e uccidere i Perfect Origin per mettere in atto la loro vendetta. Gli Omega Centauri Choujins combattono i Justice Choujins alla Sagrada Familia, e successivamente avrebbero combattuto i Cinque Principi Destinati e Kinnikuman in vari castelli in tutto il mondo.

#### Lunaight
Lunaight è un Choujin simile ad un lupo con una mascella di metallo. Usa questa mascella per strappare la carne ai suoi avversari. Combatte Wolfman alla Sagrada Familia. Lunaight è stato in grado di staccare una grossa fetta dalla spalla sinistra di Wolfman, ma Wolfman continua a combattere nonostante ciò. Man mano che la lotta avanza, Lunaight diventa progressivamente più grande e più selvaggio a causa dell'atmosfera della Terra, invocando la regola di Bergmann. Wolfman quindi sblocca il potere dell'amicizia, ma ciò ha anche permesso a Lunaight di fare lo stesso, facendo avanzare la causa del gruppo. Wolfman lo sconfigge e Lunaight salta fuori dalla Sagrada Familia e, nonostante il tentativo di Wolfman di salvarlo, rifiuta il suo aiuto, optando per morire e impalandosi su una guglia.

#### Hailman
Hailman è un Choujin con abilità legate al ghiaccio. È in grado di trasformare il suo braccio in punte di ghiaccio e di trasformare il ring in una lastra di ghiaccio, permettendogli di pattinare su di esso. Combatte Teapackman alla Sagrada Familia, dove riesce a congelare la bustina di tè di Teapackman. Hailman è quindi in grado di congelare facilmente l'indifeso Teapackman e decapitarlo. Successivamente, combatte Kinnikuman Mariposa al Castello di Bran. Hailman ottiene un vantaggio iniziale congelando il ring e manipolandolo a suo vantaggio, ma Mariposa è stato in grado di contrastarlo dandogli fuoco. Hailman fu a sua volta in grado di chiudere questa tattica intrappolando Mariposa in una bara di ghiaccio, privandolo di ossigeno e disabilitando le abilità di fuoco di Mariposa. Alla fine, Mariposa usa il corpo stesso di Hailman come una lente d'ingrandimento per riavviare il suo fuoco, e successivamente sconfigge Hailman con una versione raffinata del suo falso Muscle Revenger. Hailman muore poco dopo per le sue ferite.

#### Gear Master
Gear Master è un Choujin meccanico il cui intero busto è costituito da ingranaggi di grandi dimensioni. Usa questi ingranaggi per macinare i suoi avversari. Alla Sagrada Familia, combatte Benkiman. Nonostante quest'ultimo sia riuscito a usare la sua tecnica Benki Flush, questa tecnica si è rivelata inefficace, successivamente fuggendo e distruggendo Benkiman con i suoi ingranaggi. Successivamente, Gear Master combatte Kinnikuman Big Body nella Città Proibita, provocandolo come per la sua vergognosa esibizione durante il torneo della lotta la trono.  Gear Master svela quindi lo Specchio dell'Imperatore Giallo, un minaccioso lampadario che distruggerebbe candidati indegni al trono. Alla fine, Big Body è stato in grado di bloccare gli ingranaggi di Gear Master con una palla di sabbia e di usare la Maple Leaf Clutch, contro di lui. Il lampadario poi cade e schiaccia Gear Master, mentre Big Body lamenta l'ingiustizia degli dei.

#### Mariquitaman
Mariquitaman è una Choujin a tema coccinella. È in grado di giocare con le ali per eseguire manovre acrobatiche e sporgere punte dalla sua schiena. Affronta Curry Cook alla Sagrada Familia. Curry Cook ricorse alle sue solite tecniche brutali, al fine di impedire a Mariquitaman di scoprire il segreto del potere dell'amicizia, ma ciò non ebbe successo poiché Mariquitaman alla fine riuscì a tagliare Curry Cook a metà usando le sue ali. Quindi combatte Kinnikuman Zebra sul ring ottagonale di Castel Del Monte, sconfiggendolo.

#### Pirateman
Pirateman, come suggerisce il nome, è un corpulento Choujin a tema piratesco. Combatte con potenti prese come la sua tecnica caratteristica, il Fuoco di Sant'Elmo. Ha anche un'abilità chiamata Aurora Power, una forma inferiore del potere magnetico dei Perfect Choujins. Combatte Canadianman alla Sagrada Familia, riuscendo a socnfiggerlo. Pirateman quindi combatte Kinnikuman al Nido di rondine, desiderando attingere al potere di amicizia di Kinnikuman per apprenderne i segreti. Tuttavia, anche con Kinnikuman che mostra la sua Burning Inner Strength e una versione più forte ispirata dai suoi alleati caduti, Pirateman considera inadeguato il potere dell'amicizia, diventando deluso e presto arrabbiato. Alla fine, l'empatia di Kinnikuman nei confronti della condizione degli Omega centauri sblocca un potere ancora più forte, permettendogli di sconfiggere Pirateman e convincendolo che è il potere che potrebbe salvare la loro patria. Nonostante ciò, non è ancora in grado di abbandonare il suo rancore contro The Man, che è in contrasto con i valori di questo nuovo potere. Ammette che prenderà in considerazione di tentare prima il discorso verso The Man e di convincere gli altri centauri Omega a fare lo stesso.

#### Omegaman Aristera
Omegaman Aristera è il leader delle gruppo e il fratello maggiore gemello di Omegaman Dexia, che era stato membro del Team Super Phoenix. Come suo fratello, la sua caratteristica più distintiva è la grande mano sulla sua schiena, sebbene la sua sia una mano sinistra rispetto alla destra di Dexia. Impiega tecniche simili a suo fratello. Affronta Kinnikuman Super Phoenix a Castello di Azuchi e assume un ruolo di comando in quanto le tecniche di Super Phoenix non sono in grado di infliggergli un danno significativo, anche se Super Phoenix stesso è in grado di evitare il pieno peso delle mosse di Aristera usando i suoi calcoli mente. Alla fine, Super Phoenix decide di accettare il Dio dell'Intelligenza per possederlo ancora una volta, guadagnando il sopravvento.

### Satana
Satana è un antagonista che ha influenzato gli eventi della serie dalla lotta di Kinnikuman con i sette Devil Choujins. Tuttavia, non è mai stato incontrato direttamente dagli Idol Choujin, sebbene siano consapevoli della sua presenza. Buffaloman aveva stretto un accordo con lui per ottenere più potere in cambio dell'omicidio di Choujin in suo nome, e in seguito Goldman avrebbe stretto un accordo con Satana per ottenere un nuovo corpo e diventare Akuma Shogun, capo dei Devil Knights. È anche implicito che sia stato il creatore dei Devil Choujins. La serie di revival sembra averlo ricollegato in una certa misura, poiché Goldman è stato stabilito come il fondatore principale dei Devil Choujin, probabilmente con Satana come benefattore. All'inizio dell'arco del Vero Diavolo Choujin, ritiene che Akuma Shogun e i suoi Devil Choujin non siano "veri" Choujin del Diavolo, intrappolando loro e le altre fazioni Choujin nelle loro rispettive case e stringendo un accordo con gli Omega Centaurici.
È doppiato da Daisuke Gōri.

## Avversari della Seconda Generazione

### DMP
Un'organizzazione Chojin creata per contrastare la "Muscle League", di cui riesce a sconfiggere molto facilmente la "Prima Generazione"; allora, la "Muscle League" assembla una "Seconda Generazione" affinché sconfigga l'Organizzazione. In seguito alla sua sconfitta, Sunshine (uno dei tre capi principali), per vendicarsi del tradimento subito da parte degli altri due capi principali, fa esplodere la base principale (un gigantesco pugno di pietra, conficcato nel Monte Fuji) con delle mine che aveva nascosto, mettendo definitivamente fine all'esistenza dell'organizzazione.
La DMP era formata dagli Akugyō Chojin (悪行超人?, Superuomini malvagi), una categorie costituita dall'alleanza tra le tre principali fazioni malvagie dei Chojin:
- Akuma Chojin (悪魔超人?, Superuomini demoniaci) - guidati da Sunshine.
- Zangyaku Chojin (残虐超人?, Superuomini brutali) - guidati da Shimao (Skulldozer nel doppiaggio internazionale).
- Perfect Chojin (完璧?, Superuomini perfetti) - guidati da Qilinman (Doomsmane nel doppiaggio internazionale).

#### Kevin Mask
Unitosi alla DMP come vendetta verso suo padre Robin, dopo aver assistito alla sua sconfitta, decide di abbandonarla e di non unirsi nemmeno alla "Muscle League", preferendo diventare un Chojin solitario.

#### Check Mate
Check Mate è uno dei due allievi di Sunshine, insieme a Tyrranoclaw (Rex King nel doppiaggio originale), che quest'ultimo utilizza per sconfiggere la Muscle League. Dopo aver assistito alla sconfitta del compagno, per mano di Terry Canyon, affronta Kid Muscle: durante il combattimento, è in vantaggio nella prima fase e comincia a sbeffeggiare la DMP, la Muscle League e Sunshine ma durante il match gli si forma una specie di "bernoccolo" che se colpito gli provoca dolore. Mentre compie lo Stallion Driver, Kid ne approfitta dandogli una testata sul ginocchio e finendolo con la Kinniku Buster.
Quando Kid Muscle stava combattendo contro Forkolossus, Check Mate ritorna con intenzioni benevoli, fa il tifo per Kid e lo segue negli altri due incontri contro Hanzo e Bonecold. Durante la terza fase del torneo (ovvero, la maratona in coppia), viene attaccato da un altro lottatore; nell'intento di difendersi, si trasforma in cavallo e schivando le palle che l'avversario gli lanciava, lascia colpire il proprio compagno che, ormai allo stremo, viene portato da Check Mate in ospedale.
È doppiato da in originale da Kōichi Tōchika e in italiano da Francesco Bulckaen.

#### Mars
Un Chojin italiano e uno dei membri più crudeli della DMP; dopo la distruzione dell'organizzazione, Mars sopravvive miracolosamente e si candida al torneo mondiale Chojin, sotto mentite spoglie, facendosi chiamare Eskara (Scarface nella versione originale). Dopo aver sconfitto Terry Kenyon (nei quarti) e Jeager (nelle semifinali), da a Kid Muscle una piccola dimostrazione della propria potenza, pestando brutalmente Dik Dik Van Dik; Nella finale affronta proprio Kid e, quando sembra essere in vantaggio, Kid riesce a creare una nuova tecnica con la quale lo sconfigge.
Mars ha l'aspetto robusto, porta una mascherina gialla sulla testa, che usa per fare un attacco che ferisce gravemente Kid. Ha dei capelli rossi e folti, che si possono allungare a dismisura, indossa una calzamaglia viola scuro (su cui c'è scritto DMP) e quando indossa la maschera, i capelli diventano gialli. Ha la particolarità di conoscere e poter contrastare ogni mossa della Muscle League e, infatti, riesce a sopraffare qualsiasi avversario, ad eccezione di Kid (che lo sconfigge creando una nuova mossa).
È doppiato da in originale da Norio Wakamoto e in italiano da Luciano De Ambrosis.

#### Ricardo
Ricardo è un Chojin brasiliano che, molto prima dell'invasione della DMP, venne affidato al maestro Pashango, il quale lo allenò e gli insegnò tutte le sue tecniche migliori (fra cui, tutte quelle della Muscle League). Quando Ricardo venne a sapere della distruzione della DMP, capì le proprie origini e di esserne l'ultimo sopravvissuto.
Dopo che il suo maestro Pashango scoprì la sua origine e le sue maligne intenzioni, tentò di fermarlo ma Ricardo lo uccise con la sua mossa "Schiaccianoci brasiliano". In seguito, si iscrive al Torneo Chojin ed affronta il gigante Sly-Skraper, che distrugge con enorme facilità. Successivamente, affronta Jeager rivelando di essere un membro della DMP; vince anche questo incontro ma in modo disonesto dato che Brocken Jr (l'allenatore di Jeager) aveva gettato la spugna sul ring (proprio per indicare che l'allievo si era arreso), tuttavia, Ricardo prosegue comunque il suo "Spaccatesta brasiliano".
Nella prima semifinale, affronta Kid Muscle, riuscendo a metterlo in gravi condizioni, sbattendolo più volte al tappeto. All'ultimo momento, però, Kid (grazie all'aiuto di Jeager) riesce a riprendersi e a vincere l'incontro, sconfiggendo Ricardo con la sua Muscle Millennium.
È doppiato da Toshiyuki Morikawa.

### I Sei Velenosi
Un'organizzazione presente soltanto nella serie animata, costituita da sei Chojin desiderosi di vendicarsi della "Muscle League". Durante il 22º Torneo Chojin, i Sei Velenosi fanno irruzione sul ring e sfidano la Muscle League a tre incontri di coppia; per costringerla ad accettare la sfida, rapiscono tre ragazze care all'organizzazione così che possano liberarle (in caso di vittoria.
In seguito alla sconfitta di tutti e sei i suoi membri, l'organizzazione si scioglie.

#### Barone Maximilian
Il Barone Maximilian è un Chojin francese che, nel 1982, partecipò al 21º Torneo Chojin ma venne sconfitto da Suguru ed etichettato come un buffone da Buffaloman. Desideroso di vendetta, tornò in Francia e si allenò molto duramente, raggiungendo una potenza inarrestabile; inoltre reclutò altri Chojin desiderosi di vendicarsi contro la Muscle League, formando "I Sei Velenosi".
Maximilian torna così in Giappone e, in occasione del 22º Torneo Chojin, dichiara guerra alla nuova Muscle League, sfidandola in incontri a coppie per un totale di tre match.
Dopo la sconfitta del suo compagno, Maximilian affronta Kid Muscle, all'interno del cratere del Fuji. All'inizio, sembra essere in vantaggio e, trasformandosi in due forme possenti, riesce quasi a sconfiggere Kid che però (con l'aiuto dei suoi compagni di squadra) riesce a risvegliare la propria forza suprema e a sconfiggere il Barone, con la sua Muscle Millennium, facendolo precipitare dal Fuji.
È doppiato da Hozumi Goda (film 2) e Kenji Nomura.

## Altri personaggi

### Cinque Principi del Destino

#### Kinnikuman Mariposa
Kinnikuman Mariposa(キン肉マン・マリポーサ), originariamente conosciuto come George il Ladro (盗人ジョージ, Nusutto Jooji), è un guerriero inizialmente dedito a una vita criminale a causa della sua povertà. Durante i suoi anni da ladro, rubato un cimelio della famiglia Robin, lo scettro di Anoalo (アノアロの杖, Anoaro no Tsue), un oggetto in grado di controllare le fiamme, ottenendo pertanto abilità pirocinetiche. George viene poi scelto dal Dio del Volo (飛翔の神 Hishou no Kami) per diventare Kinnikuman Mariposa. Prende poi parte alla survivor series, la squadra di Kinnikuman nella quale combatte il vero Kinnikuman e i suoi alleati nel primo round nel castello di Kumamoto. Sfida inoltre lo stesso Robin Mask, facendo uso dell'oggetto rubato, venendo però sconfitto.
È doppiato da Masaharu Satō.

##### Membri del Team Mariposa
- The Hawkman: Chojin basato su un falco, è la guardia avanzata del team. Ha un falco domestico, che lo aiuta in combattimento e può anche cambiare forma. Viene sconfitto da Kinnikuman. È doppiato da Shō Hayami.
- Mixer Taitei: Chojin basato su un frullatore elettrico, è la guardia centrale del team. È la seconda persona a sconfiggere Kinnikuman, ma la sua vittoria è minata dal fatto che i Cinque Dei Malvagi lo hanno aiutato a rimuovere la Burning Inner Strength di Kinnikuman, e Mr. VTR ha dovuto alterare la realtà per tirarlo fuori da un Kinniku Driver. Viene distrutto da Meat. È doppiato da Yasuhiko Kawazu.
- Mister VTR: Chojin robotico basato su una videocamera, è la seconda guardia del team. Può alterare tutto ciò che registra e si sacrifica per far vincere Mixer contro Kinnikuman. È doppiato da Toshio Kobayashi.
- King the 100-Ton: Chojin basato su un peso, è il secondo in comando del team. Può diventare incredibilmente veloce togliendosi i pesi, e può trasformarsi, ma solo con le indicazioni fornite da Mariposa, in forme come un manubrio, una sfera e persino punte crescenti. Viene sconfitto da Terryman. È doppiato da Kazuo Oka.

#### Kinnikuman Big Body
Kinnikuman Big Body (キン肉マンビッグボディ, Kinnikuman Big Body), in origine Strongman, era il più grande e più forte dei cinque principi del destino, ma è stato sconfitto in fretta da Super Phoenix, a causa di ciò non è particolarmente apprezzato dai fan della serie. Big Body ha un aspetto molto diverso da King Muscle. Ha il corpo grande è muscoloso, indossa una maschera rossa, un paio di spalliere e dei pantaloni simili a quelli indossati dai giocatori di Rugby.
Strongman era nato nello stesso ospedale nello stesso giorno di Suguru e gli altri 4 principi del destino, ma a causa di un incendio, i 6 bambini sono stati scambiati nella confusione mettendo dei dubbi su chi sia il vero erede al trono del pianeta Kinniku.
Temendo la potenza di Suguru, cinque divinità maligne scelsero ciascuno dei cinque coetanei di Suguru per farli diventare i principi del destino. Il dio della forza bruta scelse Strongman trasformandolo in Kinnikuman Big Body.
Big Body e la sua squadra combatterono contro quella di Kinnikuman Super Phoenix nel primo girone del torneo di survival match per il trono Kinniku, ma la squadra di Big Body venne sterminata da Mammothman finché quest'ultimo non fece volontariamente doppio KO con Cannonballer, lasciando che Big Body combattesse contro Super Phoenix. Ma Big Body è stato rapidamente sconfitto con la Muscle Revenger. Alla fine dell'anime viene resuscitato insieme agli altri chojin che hanno partecipato al torneo dal Face Flash di Suguru, mentre nel manga non viene riportato in vita.
È doppiato da Masato Hirano.

##### Membri del Team Big Body
- Pinchman (guardia avanzata): Un chojin con due pinze al posto delle mani e un'altra al posto della testa. Viene sconfitto da Mammothman. È doppiato da Takkō Ishimori.
- Leopaldon (seconda guardia): Questo chojin ha sulla schiena un cannone da carro armato e un piccolo cannone al posto della mano destra. Il suo match con Mammothman è il combattimento più breve della serie: come è entrato sul ring viene infilzato dalla proboscide di Mammothman. È doppiato da Yasuhiko Kawazu.
- Golemman (guardia centrale): Un gigantesco chojin di roccia. È l'unico della squadra di Big Body ad aver dato qualche difficoltà a Mammothman prima di venire decapitato con il Ghost Canvas. È doppiato da Takkō Ishimori.
- Cannonballer (secondo in comando)

#### Kinnikuman Zebra
Kinnikuman Zebra è uno dei Cinque Principi del Destino. Il suo nome deriva dal motivo a zebra che copre il suo corpo. Originariamente noto con il nome di Powerfulman, è cresciuto in Africa, dove ha lavorato come agricoltore per guadagnare i soldi per ottenere l'ingresso nei Justice Choujin. Il suo unico amico durante questo periodo della sua vita era la sua zebra domestica Zebra Kid. Raccolti i soldi necessari, fu rifiutato dal gruppo, ma gli proposero un patto: egli avrebbe dovuto offrire la pelle del suo amico Kid. Da allora in poi decise di fidarsi solo di coloro che vivono per il denaro. Viene scelto dal Dio della Tecnica (技巧の神 Gikou no Kami), e trasformato in Kinnikuman Zebra. Quando venne verificato che Suguru era il vero erede al trono, Powerfulman decise di allenarsi per umiliarlo in combattimento. In seguito, il dio delle tecniche prese il corpo di Powerfulman per eliminare Suguru, trasformandolo in Kinnikuman Zebra. Tuttavia venne sconfitto e rimase pentito del suo comportamento.
Kinnikuman Zebra possiede delle abilità eccezionali tipiche della sua razza: la guarigione dalle ferite avviene per lui più rapidamente rispetto ai terrestri e una velocità ed una forza sovrannaturale. Già da bambino si dedicava a durissimi allenamenti per dimostrare al mondo di meritare un posto tra i Chojin.
È doppiato da Hirohiko Kakegawa.

##### Membri del Team Zebra
- Manriki (guardia avanzata della squadra): un Chojin che tiene, sulle spalle, una morsa gigante che usa per distruggere gli avversari, riesce quasi ad uccidere Alexandria Meat ma quest'ultimo viene salvato da Warsman che sconfigge Manriki con la "Palo Special". È doppiato da Masaharu Satō.
- Motorman (seconda guardia): Chojin simile a un motore con una trivella al posto della testa e delle grosse pile al posto delle mani (con le quali, infligge delle scariche elettriche). Mette in pericolo, la vita di Terryman che viene salvato da Ramenman, il quale sconfigge Motorman spezzandolo a metà con una "Camel Clutch". È doppiato da Yasuhiko Kawazu.
- Bikeman (terza guardia): Chojin capace di trasformarsi in una motocicletta, a suo agio in ring dentro a una gabbia sferica dove può muoversi più agevolmente. Viene sconfitto da Ramenman con la "Kowloon Chen Drop". È doppiato da Masato Hirano.
- Parthenon (secondo in comando): Chojin simile al Partenone con braccia, gambe e volto simili a Zeus. Dentro le sue colonne, è presente metano (a causa della presenza dei cadaveri decomposti delle sue vittime imprigionate). Viene sconfitto da Robin Mask che lo spezza a metà con la "Tower Bridge" e poi lo strangola con la "Robin Special". È doppiato da Masaharu Satō.

#### Kinnikuman Soldier
Ataru Kinniku (キン肉アタル, Kinniku Ataru) è il fratello maggiore di Suguru ed erede al trono del Pianeta Kinniku. Ha sempre riposto fiducia nel fratello, nonostante la sua indole infantile. In origine doveva essere Ataru il re del pianeta Kinniku ma, stanco dei duri e costanti allenamenti con il padre, decise di scappare di casa quando era adolescente, lasciando il posto al fratellino. Ataru seguì sempre di nascosto i progressi di suo fratello sulla Terra fino a quando non dimostrò di essere adatto per diventare il nuovo re.
Ma altri cinque Kinnikumen apparvero, sostenendo di essere dei candidati al trono più degni, ma in realtà sono solo dei coetanei di Suguru che sono stati posseduti da divinità malvagie. Venne organizzato un torneo di wrestling a squadre per decidere chi sarà il nuovo re. Ataru, per aiutare il fratello, attaccò di sorpresa Kinnikuman Soldier, uno dei cinque Kinnikumen malvagi, e la sua squadra, riuscendo a sconfiggerli uno ad uno per poi prendersi l'uniforme e la maschera del vero Soldier. Così partecipò al torneo insieme a Buffolaman, Brocken Junior, Ashuraman e The Ninja, che all'inizio non si fidarono di lui ma successivamente decisero di allearsi con lui dopo che Ataru ha salvato un bambino da un criminale. Ataru e i suoi compagni combatterono contro il Team di Kinnikuman Super Phoenix al castello di Nagoya, durante le semifinali del torneo. Dopo che Ninja Ned e Ashuraman persero contro Satan Cross, Ataru, Brocken Junior e Buffaloman combatterono contro Super Phoenix, Prisman e Mammothman in un Six-Man Tag Team Match su un ring a forma di cubo sospeso sopra il castello. Durante il match Ataru ha mostrato di saper usare il Face Flash e il Niku Curtain facendo intuire la sua vera identità, e ha anche rivelato a Suguru il vero potere dell'amicizia dei chojin. Brocken e Buffaloman riuscirono a sconfiggere i propri avversari a costo delle loro vite, lasciando Ataru solo contro Phoenixm che strappò la pagina del libro Muscle Prophecy riguardante Ataru in modo che Mammothman la gettasse in una torcia. Mentre il suo corpo iniziò a svanire, Ataru eseguì su Phoenix una sua versione della mossa Muscle Spark per mostrare a Suguru come completarla, ma non riuscì a mettere KO Phoenix che contrattaccò facendo cadere Ataru dal ring che poi svanì nel nulla fra le braccia di suo fratello King. Durante le finali del torneo, Neptuneman, ormai convertito al bene, usò le ceneri di Ataru in modo che il suo spirito incoraggiasse King Muscle. Quando quest'ultimo stava per essere sconfitto da Phoenix, il fantasma di Ataru, insieme a quello di Geronimo, Robin Mask e Neptuneman, restituì il potere dell'Ultimate Muscle a Suguru, così quest'ultimo riuscì a battere Phoenix e a riportare in vita suo fratello maggiore e i compagni caduti.
Nella serie Ultimate Muscle, Ataru riappare insieme al fratello che lo presenta al figlio Kid come suo zio paterno. È uno degli esaminatori iniziali prima del torneo delle lanterne.
È doppiato da Shigeru Chiba, Eiji Takemoto (Nisei) e Tetsu Inada (Ultimate Muscle: The Kinnikuman Legacy).

#### Kinnikuman Super Phoenix
Kinnikuman Super Phoenix, nato con il nome Phoenixman, nello stesso ospedale e nello stesso giorno di nascita di Suguru Kinniku (insieme ad altri quattro bambini), rischiò di morire in un incendio scoppiato nell'ospedale e, nel caos, tutti e cinque i bambini vennero mischiati (lasciando confusione sull'identità del vero erede al trono del pianeta Kinniku). Phoenixman visse l'infanzia nella povertà e nella solitudine, sperando di poter dimostrare di essere l'erede al trono.
Quando viene verificato che Suguru è il vero erede al trono, Phoenixman decide di allenarsi per umiliarlo. Al Torneo, il dio dell'Intelligenza prende possesso del suo corpo per eliminare Suguru; in seguito, si scontra con Suguru nelle finali del torneo a squadre per ambire al trono. Dopo un duro scontro, Super Phoenix viene sconfitto ma viene risparmiato dall'avversario che lo riconosce come amico e membro della propria famiglia.
Nella seconda serie, Kinnikuman Super Phoenix assiste di nascosto al match degli Hell Expansions (Neptuneman e Mammothman) contro i Five Disasters (Lightning e Thunder). Verso la fine del match, Mammothman abbandona il ring e Phoenix lo accompagna fuori dallo stadio.
È doppiato da Michihiro Ikemizu e Yūichi Nakamura (Perfect Origin Arc).

##### Membri del Team Super Phoenix
- Mammothman: guerriero gigantesco Choujin che indossa una maschera a tema mammut provvista di un paio di zanne chiamate Big Tusks, che sembrano essere dotate di vita propria e sono attratte dal sangue. È membro del Team Super Phoenix. Attacca con la sua forza bruta e utilizza le sue zanne e la sua proboscide in battaglia. Partecipa al torneo insieme ai suoi compagni e al suo Leader Super Phoenix, venendo però sconfitto da Robin Mask. È doppiato da Masaharu Satō.
- Satan Cross: è un guerriero tutto blu con quattro braccia e quattro gambe abile nel Ninjitsu. In passato era Samsom Teacher, l'allenatore di Ashuraman durante la sua infanzia. Partecipa al torneo insieme ai suoi compagni e al suo Leader Super Phoenix, venendo però sconfitto da Suguru e Ashuraman. È doppiato da Hideyuki Tanaka e Hidetoshi Nakamura (Scramble for the Throne).
- Prisman: è un gigantesco guerriero di vetro capace di sparare un raggio simile all'arcobaleno chiamato Rainbow shower capace di disintegrare un chojin in un colpo (non ha effetto su un normale essere umano) che partecipa al torneo insieme ai suoi compagni e al suo Leader Super Phoenix, venendo però sconfitto da Ramenman. È doppiato da Ken Yamaguchi e Ryōichi Tanaka (ep. 35+).
- The Omegaman: è un guerriero al servizio del Chojin Enma, il signore del cimitero dei chojin, che partecipa al torneo del trono Kinniku insieme ai suoi compagni e al suo Leader Super Phoenix per trovare e riportare al cimitero dei chojin Neptuneman, venendo però sconfitto da Suguru Kinniku. È doppiato da Ken Yamaguchi.

### Mayumi Kinniku
Mayumi Kinniku è il padre di Kinnikuman e il 57 ° re del pianeta Kinniku. È stato anche il campione della 9ª e 10ª Olimpiade Choujin. La negligenza di lui e di sua moglie Sayuri è stata ciò che ha portato all'abbandono accidentale di Kinnikuman sulla Terra. Ha una forte rivalità di lunga data con Harabote Muscle, il presidente del comitato Choujin. Da bambino, con Harabote aveva incontrato suo zio imprigionato Sadaharu, che lo incoraggia a diventare un re giusto. Sebbene di solito imbarazzato dallo stupido comportamento di Kinnikuman, è spesso anche uno dei suoi più forti sostenitori. Occasionalmente, fornisce a suo figlio spiegazioni sulle tradizioni e sulle tecniche del clan Kinniku. Di solito viene chiamato "Re Kinniku".
È doppiato da Kazuhiko Kishino, Nana Yamaguchi (da giovane), Masaharu Satō (Scramble for the Throne), Kōzō Shioya (Nisei) e Akira Kamiya (Perfect Origin Arc).

### Sayuri Kinniku
Sayuri Kinniku (キ ン 肉 小百合?, Kinniku Sayuri) è la madre di Kinnikuman, moglie di Mayumi Kinniku e 57ª regina del pianeta Kinniku. Di solito è raffigurata come la tipica madre apprensiva e amorevole, ma occasionalmente può anche trasformarsi in una fan violenta durante le partite di suo figlio. In  Kinnikuman Nisei  è morta, lasciando Mayumi vedovo.
È doppiata da Nana Yamaguchi  e Yōko Matsuoka (Scramble for the Throne).

### Mari Nikaido
Mari Nikaidō (二階 堂 マ リ?, Nikaidō Mari) è un insegnante della scuola materna Suminoe che si innamora di Kinnikuman. Era l'oggetto iniziale degli affetti di Kinnikuman, formando una sorta di triangolo amoroso insieme a Meat. Tuttavia, quando Bibinba entra nella storia, si sente messa in ombra da lei e rinuncia a Kinnikuman, andando all'estero per studiare.
In "Kinnikuman Nisei", Mari è tornata in Giappone e ha una figlia adottiva di nome Rinko, che è l'interesse amoroso di Kinniku Mantaro.
È doppiata da Chisato Nakajima e Miki Inoue (Scramble for the Throne e Nisei).

### Natsuko Shono
Natsuko Shōno (翔 野 ナ ツ 子?, Shouno Natsuko) è un giovane reporter di Weekly Hero (週刊 HERO?, Shūkan HERO) che alla fine diventa la ragazza di Terryman. Alla fine, sposa Terryman, trasferendosi successivamente nel ranch di Terry in Texas e diventando la madre di Terry the Kid, un personaggio importante di Kinnikuman Nisei.
È doppiata da Hiromi Tsuru e Akiko Hiramatsu (Scramble for the Throne).

### Harabote Muscle
Harabote Muscle (Vance McMadd nel doppiaggio internazionale, parodia del proprietario della WWE, Vince McMahon) è il presidente del Comitato Choujin  (超人 委員会?, Chōjin Iinkai) e rivale e amico intimo di Mayumi Kinniku. Un tempo era un lottatore Choujin, avendo anche vinto l'undicesima Olimpiade Choujin. Come presidente, supervisiona tutte le partite e i tornei che si svolgono all'interno della serie e talvolta funge da arbitro. Tuttavia, non è molto rispettato dalla comunità Chōjin. Sebbene inizialmente in qualche modo antagonista nei confronti di Kinnikuman, inizia a rispettarlo in quanto Kinnikuman protegge la Terra più e più volte.
In Kinnikuman Nisei, si scopre che ha due figli: Ikemen Muscle e Jacqueline Muscle. Ha una relazione molto stretta con entrambi, anche se sembra avere più cose in comune con suo figlio. Alla fine nomina Ikemen come Presidente al suo posto, mentre assume un ruolo più importante nella serie.
È doppiato in originale da Yonehiko Kitagawa, Takkō Ishimori (Scramble for the Throne), Masaharu Satō (Nisei) e Kenji Nomura (Nisei II) e in italiano da Dante Biagioni.

### Kinkotsuman
Kinkotsuman è un alieno a tema scheletro che viene dal pianeta Dokuro-sei. Agisce come antagonista principale per Kinnikuman nelle prime parti del manga, essendo il suo principale nemico. Anche se spesso presenta schemi per sconfiggere Kinnikuman, la sua incompetenza generale spesso porta questi piani a fallire. Fa amicizia con Iwao, che agisce come una sorta di spalla di Kinkotsuman. Durante le XX Olimpiadi Choujin, sabota vari Choujin e tenta di sparare a Kinnikuman, atto sventato solo perché Terryman ha preso il proiettile per Kinnikuman (questo ha portato successivamente all'amputazione della gamba di Terryman). Dopo l'arco dell'American Tour nel manga, scompare dalla serie, sebbene rimanga come personaggio di sfondo e spalla comica occasionale nell'anime.
È doppiato da Issei Futamata, Hirohiko Kakegawa (Scramble for the Throne) e Hideyuki Hori (Nisei).

### Canadianman
Canadianman è un Chojin canadese, modellato sulla bandiera canadese. Nonostante la sua presunta forza, viene eliminato presto durante le XX Olimpiadi Chojin, diventando da allora un personaggio di sfondo insieme al suo migliore amico, Specialman. Lui e Specialman hanno guadagnato l'infamia per le loro continue perdite, come quando hanno formato una squadra di tag durante il torneo Dream Chojin Tag prima che il loro ingresso fosse stato rubato da Ashuraman e Sunshine. Nell'arco di True Devil Chojin, tenta di riscattarsi affrontando Pirateman e, nonostante il suo intenso addestramento per apprendere mosse più tecniche e il suo Backbreaker canadese ricostruito, è stato ancora spezzato a metà dal Saint Elmo's Fire di Pirateman.
È doppiato da Yonehiko Kitagawa (ep. 10 e 88), Kazuhiko Kishino (ep. 68 e 70), Masaharu Satō (ep. 69) e Kōji Totani (ep. 85).

### Specialman
Specialman è un Choujin nella forma di un giocatore football americano, proveniente dalla parte settentrionale degli Stati Uniti. Dapprima viene ritratto come uno dei migliori choujin del mondo, ma viene facilmente eliminato dalle 20 olimpiadi Choujin secondo lo schema di Kinkotsuman. Successivamente, diventa uno dei personaggi di sfondo più importanti insieme al suo migliore amico, Canadianman. Lui e Canadianman hanno guadagnato l'infamia per le loro continue sconfitte,  come quando hanno formato una squadra di tag durante il torneo Dream Choujin Tag prima che il loro ingresso fosse stato rubato da Ashuraman e Sunshine.
È doppiato da Masaharu Satō (ep. 7 e 85), Eiji Kanie (ep. 10-11), Chisato Nakajima (da giovane), Hideyuki Hori (ep. 66), Issei Futamata (ep. 88) e Kenichi Ono (videogiochi).

### Curry Cook
Curry Cook (カ レ ク ッ ク?) è un brutale Choujin indiano che ha combattuto Kinnikuman. Impiega tecniche violente e usa il roux curry dal piatto sulla sua testa per danneggiare i suoi avversari. Una storia secondaria pubblicata tra la fine della corsa originale e la serie di revival approfondisce il retroscena di Curry Cook. Originariamente noto come Singh, gli fu rifiutato di essere il successore dello stile di wrestling Mala a causa delle sue tendenze violente, gli fu comandato di andare in un anno sabbatico non violento. Tuttavia, termina questo patto un giorno prima, al fine di salvare un villaggio oppresso da un sovrano tirannico Raj britannico, diventando ostracizzato a causa della sua brutalità e adottando il nome Curry Cook. Nell'arco di Perfect Origin, attacca Strong the Budo, che lo trasforma in un normale essere umano. Curry Cook ritorna nell'arco del vero diavolo Choujin come Choujin ancora una volta, dove ricorre al suo violento stile di lotta contro Mariquitaman per impedire agli Omega centaurici di scoprire il segreto del potere dell'Amicizia. Ciò si rivelò inefficace, poiché la furia di Curry Cook non era autentica e Mariquitaman lo avrebbe diviso in due usando le sue ali.
È doppiato da Masaharu Satō.

### Alisa Mackintosh
Alisa Mackintosh (ア リ サ ・ マ ッ キ ン ト ッ シ ュ?) è la moglie di Robin Mask, e infine la madre di Kevin Mask. È raffigurata come una moglie fedele, al fianco di suo marito nonostante le proteste della sua famiglia nel sposare un lottatore di Choujin, e anche quando Robin Mask diventa vendicativo nei confronti di Kinnikuman. È stata gravemente ferita dai Time Choujin nell'arco di Ultimate Tag di Kinnikuman Nisei, e la sua guarigione è stata un fattore trainante per Robin Mask e lo sfollato Justice Choujins di nuova generazione per vincere il torneo di tag Ultimate.
È doppiata da Chisato Nakajima.

### Jesse Maivia
Jesse Maivia (ジ ェ シ ー ・ メ イ ビ ア?) è un campione del mondo hawaiano di Choujin e un maestro delle inversioni. È incredibilmente abile e inverte le tecniche dei suoi avversari, riuscendo a sconfiggere il principe Kamehame diventando così il campione hawaiano. Tuttavia, divenne arrogante, non imparando mai delle tecniche originali, e questo portò alla sua sconfitta per mano di Kinnikuman, sebbene alla fine riacquisti la cintura dal principe Kamehame. Il suo nome deriva da Peter Maivia, il nonno di The Rock.
È doppiato da Ryōichi Tanaka.

### Bibinba
Bibinba (Belinda nel doppiaggio internazionale) è il principale interesse amoroso di Kinnikuman. Descritta come molto attraente, fa parte di una tribù rivale del clan Kinniku, il Clan Horomon, essendo stata cresciuta da suo padre per assassinare Kinnikuman. Tuttavia, Kinnikuman finisce per aiutarla inavvertitamente più e più volte, portandola a innamorarsi di lui e tornare con lui sulla Terra. Cerca di essere utile per Kinnikuman facendo i lavori di casa e cucinando per lui, ma Kinnikuman la vede come un fastidio a causa del fatto che Meat ha sempre svolto tali compiti prima del suo arrivo. Respinta, si unisce alla Forza di difesa della Terra, scomparendo per un po'. Ritorna nell'arco della lotta per il trono, dove il suo viso è stato danneggiato, anche se questo è stato risolto da Face Flash di Kinnikuman. Alla fine dell'arco, sposa Kinnikuman per diventare la 58ª regina del pianeta Kinniku. Il suo nome è giapponese per bibimbap.
È doppiata da Yuriko Yamamoto (film 2), Michie Tomizawa (Scramble for the Throne) e Sanae Takagi (Nisei).

### Pentagon
Pentagon (ペ ン タ ゴ ン?) è un choujin angelico, che possiede ali bianche simili a quelle degli uccelli usate per i suoi attacchi aerei caratteristici. Un'altra caratteristica distintiva è il poligono a stella a cinque punte disegnato sulla sua faccia, che può capovolgere per manipolare lo spazio-tempo, come cambiare posto con il suo avversario o fermare il tempo. Warsman lo mutila nella loro partita alle 21a Olimpiadi di Choujin, ma ritorna più tardi nell'arco di Dream Choujin Tag, collaborando con suo cugino, il Devil Choujin Black Hole. Più tardi, riappare per aiutare Black Hole mentre stava combattendo Jak Chi, manifestandosi dal suo corpo e danneggiando Jak Chi, prima di tornare da Black Hole.
È doppiato da Kōji Totani (ep. 32), Hideyuki Tanaka (ep. 33+) e da Nobunaga Shimazaki (Kinnikuman Perfect Origin Arc).

### Benkiman
Benkiman (ベ ン キ マ ン?) è un chojin il cui busto prende la forma di un gabinetto e indossa una bobina che rappresenta feci per un cappello. La sua temuta tecnica di firma consiste nel far rotolare il suo avversario in una palla compressa e successivamente svuotarlo. Affronta Kinnikuman alle 21esime Olimpiadi di Choujin, ma viene sconfitto quando Kinnikuman lo intasa con i suoi pantaloncini. Una storia secondaria esplora il suo retroscena, dove viene interpretato come un'amnesia di nome Heladoman, fino a quando non gli viene raccontato la sua eredità prima delle qualificazioni peruviane per le 21a Olimpiadi di Choujin, dove poi abbraccia la sua identità originale, Benkiman. Nell'arco di Perfect Origin, attacca Strong the Budo, che lo trasforma in un normale essere umano. Ritorna come Choujin nell'arco di True Devil Choujin, dove combatte Gear Master. Viene sconfitto quando il suo Benki Flush non ha funzionato correttamente contro di lui, e successivamente viene distrutto.
È doppiato da Issei Futamata, Tetsuo Mizutori (ep. 67) e Takumi Yamazaki (Nisei).

### Teapackman
Un Choujin con una tazza da tè per la testa. Usa una gigantesca teiera come una frusta quando combatte. Alle 21 olimpiadi di Choujin, combatte e viene decapitato da Warsman, che successivamente beve dalla sua tazza da tè. Viene rianimato e alla fine ritorna nell'arco di True Devil Choujin, essendo drammaticamente più muscoloso e avendo allenato il collo per evitare l'imbarazzo di avere di nuovo un altro drink da lui. Combatte Hailman, che è in grado di congelare e distruggere la frusta della teiera di Teapackman, ostacolando gravemente la sua capacità di combattimento. Hailman successivamente congela la testa di Teapackman, permettendogli di staccare facilmente la testa di Teapackman.
È doppiato da Masashi Hirose.

### Doctor Bombe
Doctor Bombe (ド ク タ ー ・ ボ ン ベ?) è un medico specializzato in Choujin. Ha creato la maschera di Mongolman per Ramenman, permettendogli di combattere anche con il suo trauma cranico debilitante. Durante l'arco del Dream Choujin Tag, ripara il braccio reciso di Kinnikuman usando le lunghe corna di Buffaloman, ma muore poco dopo, unendosi al suo vecchio amico Prince Kamehame. Ritorna in Scramble per l'arco del Trono per resuscitare Warsman dall'aldilà dandogli un cuore artificiale, sebbene a causa di una svista, Warsman fu inizialmente rianimato senza i suoi ricordi.
È doppiato da Masaharu Satō e Takkō Ishimori (Scramble for the Throne).